# Monistrol de Calders
Monistrol de Calders és un poble, cap del municipi del mateix nom, de la comarca del Moianès. Fins que el 2015 es va reconèixer la comarca del Moianès va estar adscrit al Bages. És a l'extrem sud-occidental de l'altiplà del Moianès, a prop del Pla de Bages a la zona de Navarcles i Artés, i del massís de Sant Llorenç del Munt, format per la Mola i el Montcau. Eclesiàsticament la seva parròquia és adscrita a l'arxiprestat del Moianès del Bisbat de Vic, i al partit judicial, registre de la propietat i administració d'hisenda de Manresa.
És un municipi relativament jove, ja que es formà el 5 de juliol del 1934, tot i que els anhels de separació de Calders venien de lluny: ja n'hi hagué el segle xvii, i entre 1812 i 1835 visqué un breu període d'independència municipal. L'origen del terme municipal de Monistrol de Calders fou el terme parroquial de Sant Feliu de Monistrol, una de les quatre unitats parroquials que formaven la baronia de Calders. Les altres eren Sant Vicenç de Calders, Sant Pere de Viladecavalls i Sant Andreu de Calders. Les dues darreres s'afebliren i acabaren despoblant-se molt, mentre que la de Sant Feliu de Monistrol creixia fins al punt d'esdevenir més poblada que la de Sant Vicenç de Calders. Aquest fou un dels motius de la segregació respecte de Calders culminada el 1934.

## Toponímia

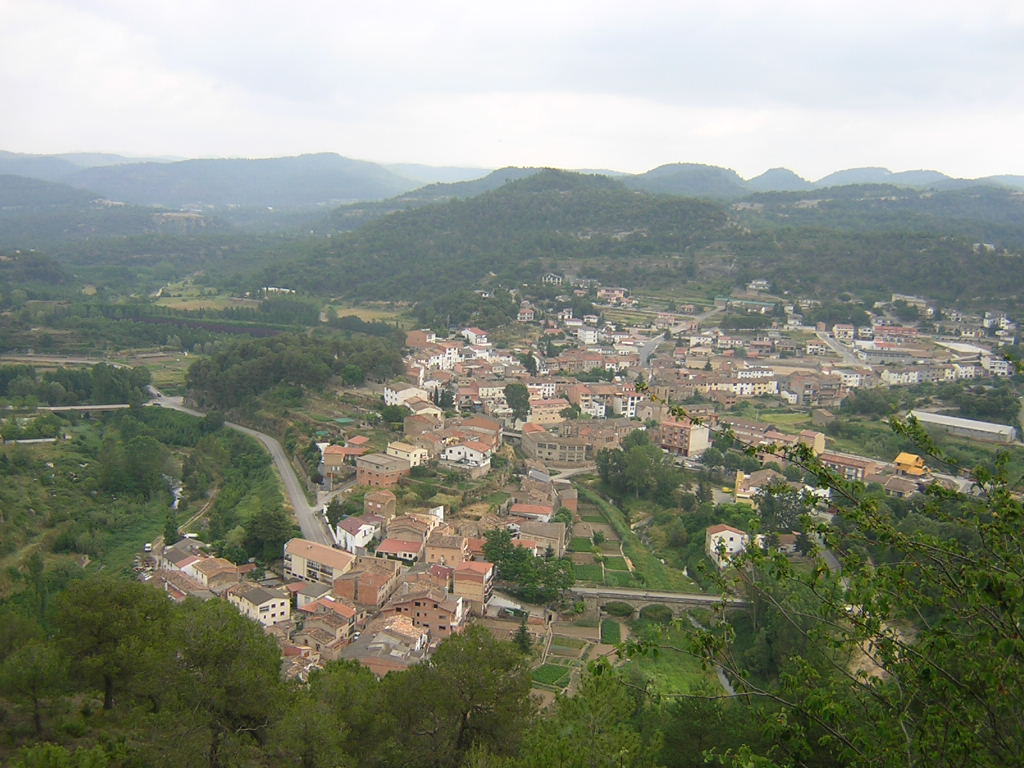
A baix a l'esquerra, Poble avall; rere seu, Poble amunt, cap al centre-dreta, la Sagrera, i al fons a la dreta, el Carrer de Sant Llogari

El nom del poble prové del diminutiu romànic monistrol (petit monestir), en referència a la cel·la monàstica radicada a l'església de Sant Joan, i de la seva pertinença a la baronia de Calders; ara bé, a les versions oficials dels nostres dies, primers anys del segle xxi, es prefereix relacionar la segona part del topònim amb el riu, el Calders.
.

### Els noms del poble al llarg de la història
- Llista de topònims de Monistrol de Calders (Orografia: muntanyes, serres, collades, indrets..; hidrografia: rius, fonts...; edificis: cases, masies, esglésies, etc).

Al llarg de l'edat mitjana i de la moderna és sovint esmentat amb el nom de la parròquia: Sant Feliu de Monistrol, com era habitual arreu. L'any 1934, en el moment de la independència municipal respecte de Calders, hom proposà que adoptés el nom de Monistrol de Bages, que fou vigent des de final del 1936 fins a l'acabament de la guerra civil, o bé el de Sant Feliu de Monistrol. Malgrat tot, aquestes propostes no tingueren prou èxit. Als anys vuitanta del segle xx hi hagué un intent de tornar a plantejar el canvi de nom, però tampoc no reeixí.

## Geografia

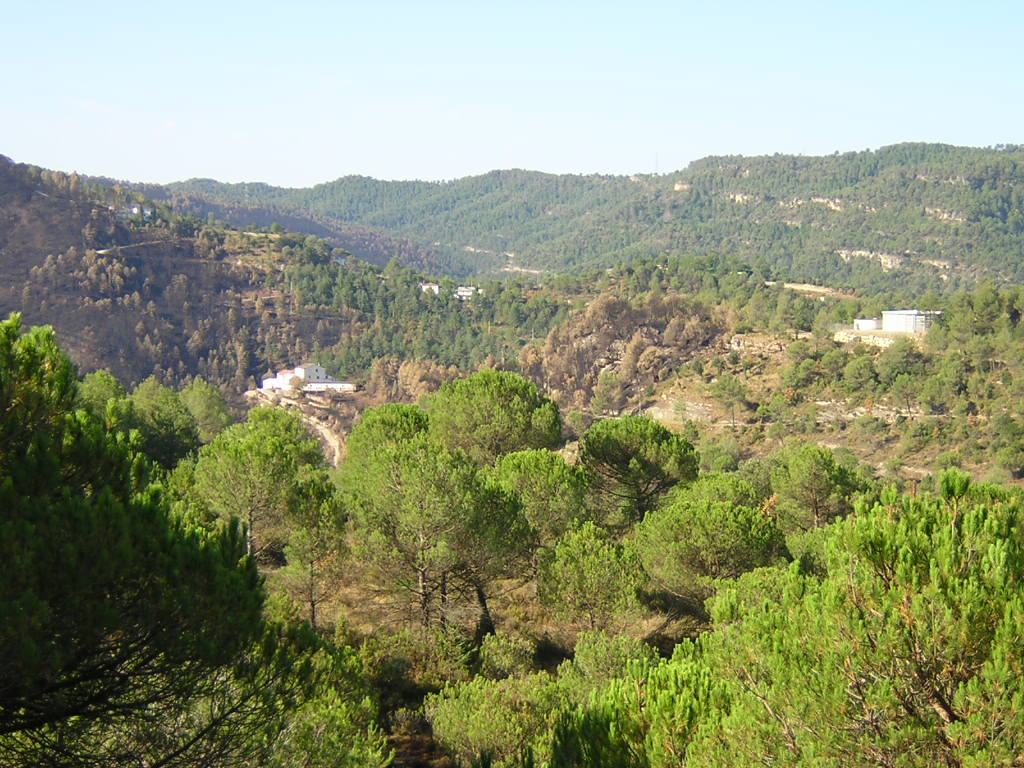
Mostra de l'accidentat que és el terme monistrolenc

Ocupa un territori muntanyós, amb abundants rieres i serrats. La vegetació predominant està formada per pinedes, alzinars i matolls. En el terme municipal, s'hi podien trobar nombroses fonts, antigament més d'una trentena, repartides per tot el terme. La confluència de la riera Golarda o de Marfà amb la riera de Sant Joan, que prèviament ha rebut el torrent de l'Om, al nord del poble forma el riu Calders.
Els efectes de l'erosió a través dels anys han creat un paisatge únic, amb grans balmes, gorgs i els anomenats codros (evolució local de la paraula còdol) que són grans pedres que han adquirit formes singulars i atractives. Són de destacar el Codro Barret, el Codro Bolet, el Codro Bressol, el Codro Gros o el Codro Llampat, entre d'altres.

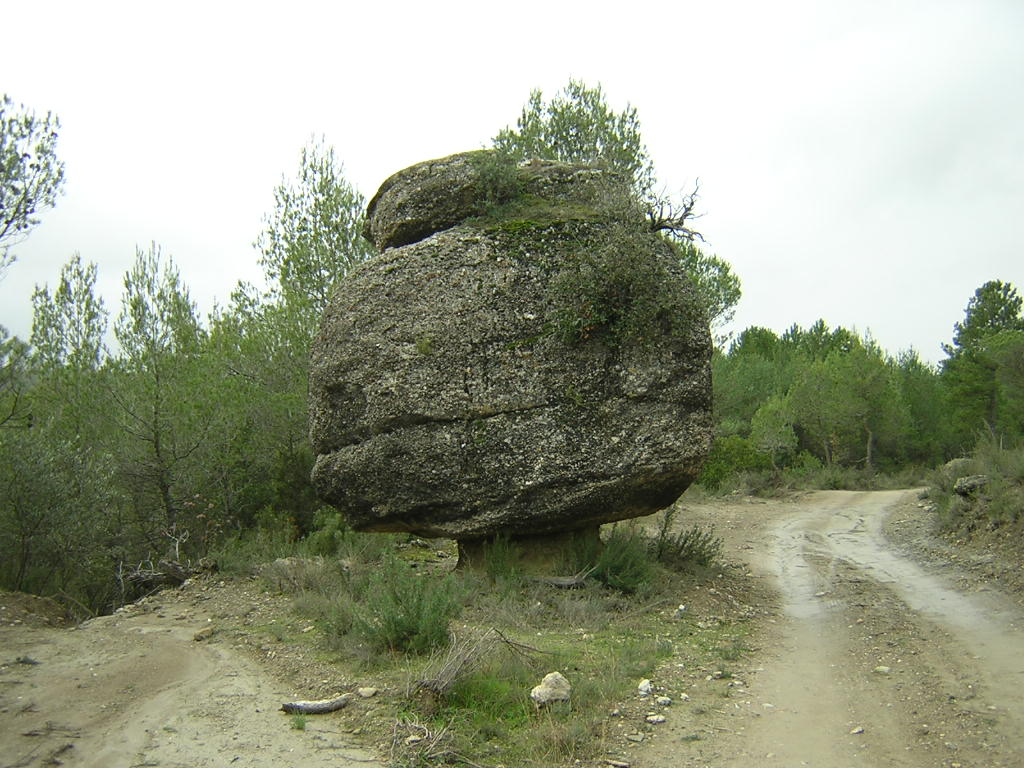
El Codro Bolet

Dins el terme municipal es troba també el dolmen del Pla de Trullars, restaurat l'any 2005. Des d'aquest indret és possible gaudir d'unes vistes espectaculars, principalment sobre el massís de Sant Llorenç del Munt.
Són de destacar els nombrosos gorgs i baumes excavats per les rieres. Destaquen entre els primers l'indret anomenat els Gorgs Blaus i entre els segons les balmes de la Coma i Freda o de l'Ermità, aquesta darrera pròxima a una sepultura altmedieval excavada a la roca viva i amb restes d'un habitacle primitiu en el seu interior.
Termes municipals limítrofs:
| Calders   | Calders i Moià | Castellcir i Castellterçol |
| Calders   |                | Granera                    |
| Talamanca | Mura i Granera | Granera                    |

### Perímetre del terme municipal

#### Termenal ambMoià

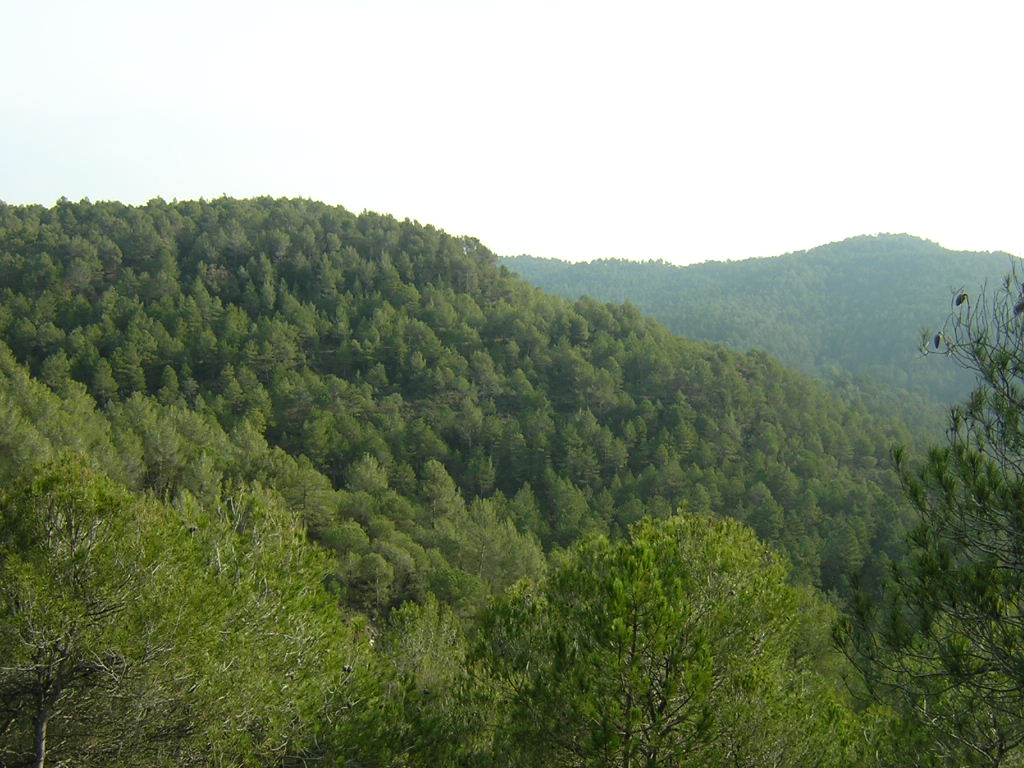
La Puntogaina, a l'esquerra, i el Serrat de Baiones, al fons a la dreta

Situats a l'extrem nord del terme municipal, en el vessant de llevant del Pla de Puntogaina, es troba la fita tritermenal entre els termes municipals de Calders (nord-oest), Moià (nord) i Monistrol de Calders. Des d'aquest lloc el termenal traça una perfecta línia recta que, travessant la vall del torrent de la Baga Cerdana, s'enfila al Serrat de Baiones, prop del cim del qual hi ha un altre triterme, ara entre Moià, Castellcir i Monistrol de Calders. Es tracta d'una línia recta de quasi 900 metres, el termenal amb Moià.
Pel costat de Moià, són les terres de la Grossa, Vilaterçana (masies de Calders amb terres dins del terme de Moià), Sabruneta (masia desapareguda de la qual es conserven les ruïnes) i Serramitja. Pel de Monistrol de Calders, són terres de la Coma i, en part, també de Vilaterçana.

#### Termenal ambCastellcir

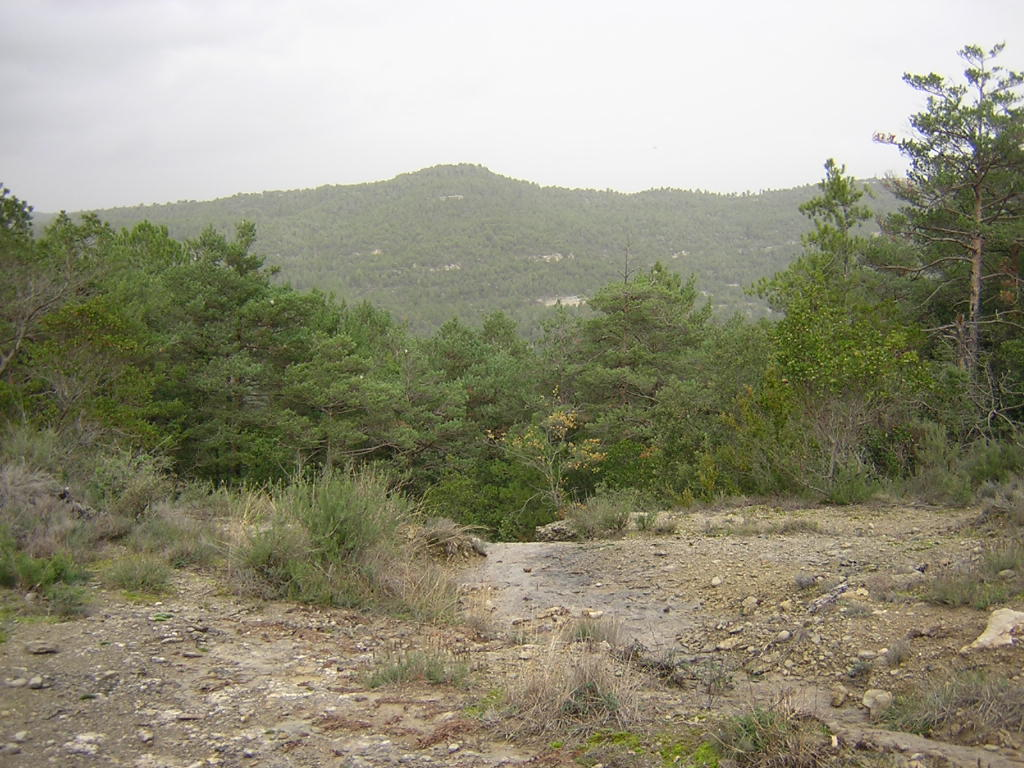
El Serrat de Baiones, al fons, des de Colljovà

El termenal amb Castellcir és l'extrem de ponent de la Vall de Marfà, i marca una línia en forma d'arc de nord a sud inflexionada a llevant. Des del Serrat de Baiones, ja esmentat, baixa a travessar la Golarda, o riera de Marfà, per enfilar-se fins a Colljovà, a l'extrem sud-oest del Serrat del Coll, travessa la petita vall del torrent de Colljovà i s'enfila dalt de la carena del Bosc Mitger. Aquest tram fa poc més de 2 quilòmetres. Després, torna a travessar, de nord-oest a sud-est, una altra vall: la de la riera de Sant Joan, per tal de pujar al Coll de Sant Llogari, a l'extrem de llevant de la Carena de la Baga de Vall-llosera, on es troba un altre punt tritermenal, ara entre Castellcir, Castellterçol i Monistrol de Calders. Es tracta d'una línia recta d'1,1 quilòmetre.
Pel costat de Castellcir, es tracta de les terres, de Marfà, de l'antiga parròquia de Sant Pere de Marfà, el primer tram, i de la Closella. Pel costat monistrolenc, són terres també de la Coma, com l'anterior tram, i de Rubió.

#### Termenal ambCastellterçol

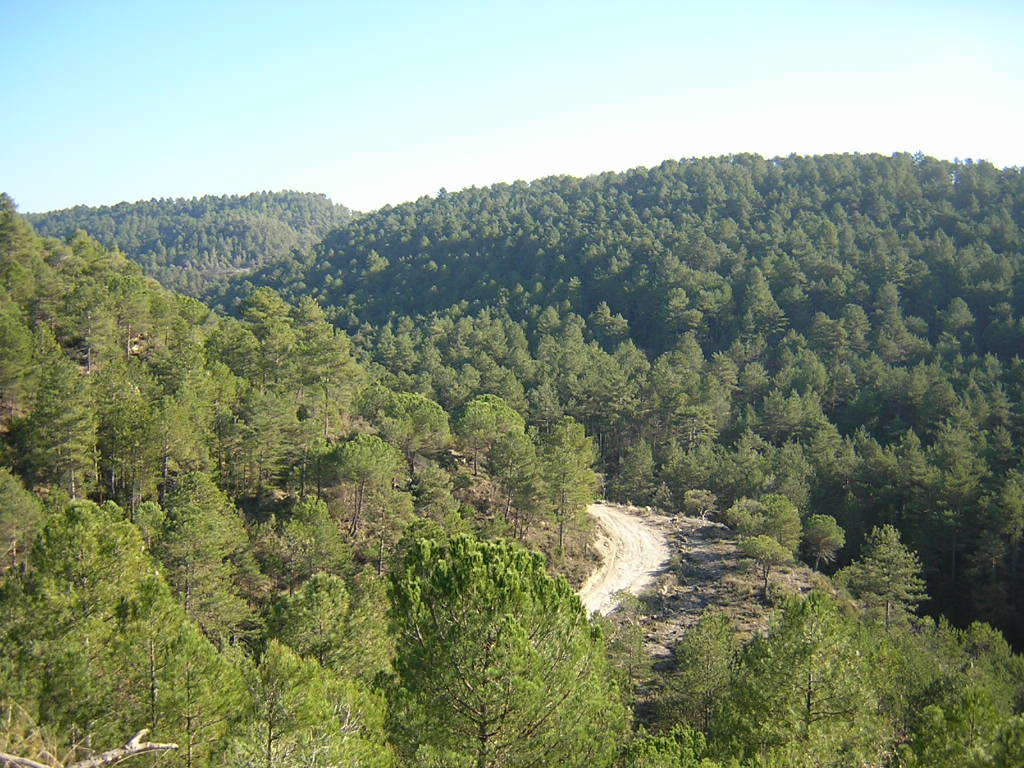
La Carena de la Baga de Vall-llosera i, al fons a l'esquerra, el Coll de Sant Llogari

El límit amb Castellterçol, tan breu com els anteriors, forma un angle recte amb la primera línia d'est-nord-est a oest-sud-oest i la segona de nord a sud. Des del Coll de Sant Llogari, el termenal ressegueix tota la Carena de la Baga de Vall-llosera, fins que, a l'extrem sud-oest d'aquesta carena, baixa cap a migdia per travessar la riera de la Sala just a ponent de la masia de Rubió, i s'enfila per la carena cap a la Muntanya de la Sala, del cim de la qual baixa cap a llevant per tal d'arribar al Coll de Muntanya, o Coll de la Baga del Miracle, on es troben els termes municipals de Castellterçol, Granera i Monistrol de Calders. Es tracta d'una línia termenal d'1,8 quilòmetre de longitud.
Pel costat de Castellterçol, es tracta de terres de la Sala de Sant Llogari, i pel monistrolenc, de la ja esmentada masia de Rubió.

#### Termenal ambGranera
El límit termenal amb Granera és, juntament, amb els de Talamanca i Calders, el més llarg i amb més quantitat de canvis de direcció. A l'edat mitjana aquest límit era, pràcticament sencer, el límit entre les baronies de Calders i de Granera.

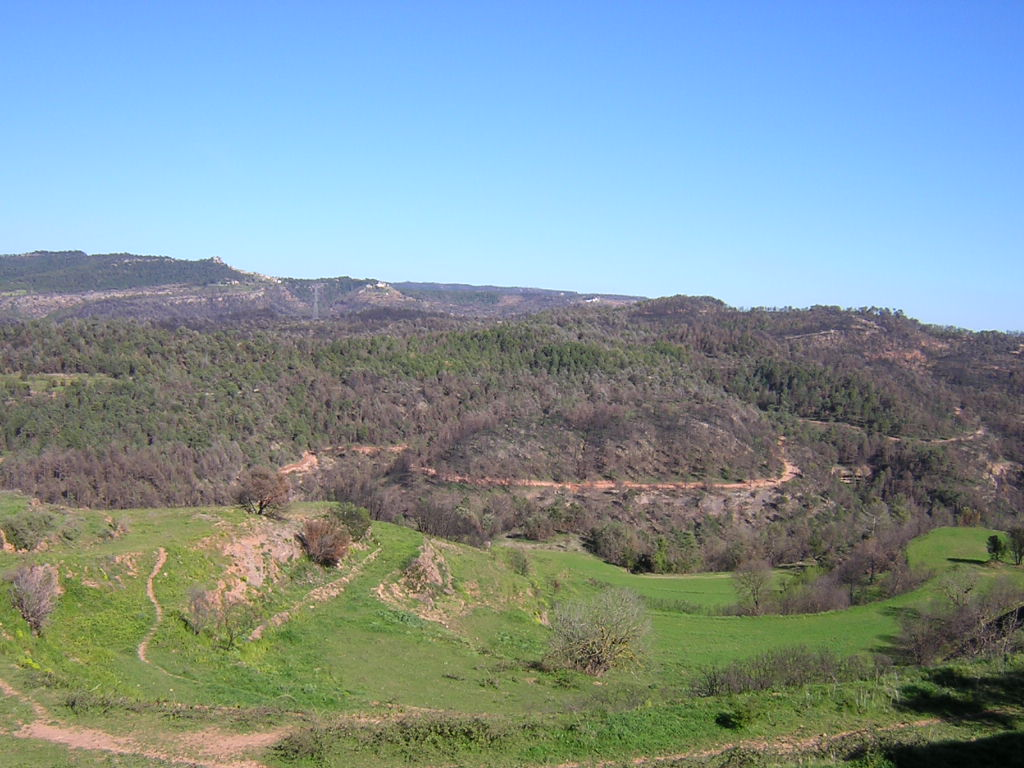
El Serrat de l'Otzetó des del Rossinyol

Des del Coll de Muntanya, la línia de límits municipals davalla cap al sud-oest per una carena contrafort sud-occidental de la Muntanya de la Sala fins a travessar el torrent de Caldat, o torrent de la Baga del Coll, i enfilar-se pel costat oposat de la vall d'aquest torrent per la Baga del Coll fins a Trullars, a prop i a llevant del Dolmen del Pla de Trullars. Des d'aquest lloc, el termenal baixa cap a migdia resseguint el Serrat dels Ermots del Coll, a ponent de la masia del Coll, fins que arriba a la llera de la riera de l'Om, que segueix aigües avall, cap a ponent, uns 300 metres. Un cop arriba al lloc del Carnerol, el termenal s'enfila cap al sud-oest per tal de seguir cap al sud el Serrat de l'Otzetó fins a prop de la masia de l'Otzet. A la carena anterior al Pla de les Soques, el termenal emprèn cap a ponent, travessa el torrent de les Fraus de l'Otzet, i s'enfila cap a migdia de la masia del Rossinyol.
Just al nord del Coll Blanc i de la Carena de les Elies, a l'extrem meridional del Serrat del Rossinyol, la línia de terme travessa la carretera B-124 i s'enfila a un breu turonet del costat de ponent de la carretera, on es troba la fita tritermenal entre Granera, Monistrol de Calders i Mura.
Són 4,5 quilòmetres de recorregut en terres, pel costat de Granera, del Girbau de Dalt, el Girbau de Baix, el Coll, la Roca i l'Otzet, i en terme de Monistrol de Calders, també del Coll de Granera, de l'Om, l'Otzetó i el Rossinyol.

#### Termenal ambMura
Des del punt suara esmentat, el termenal amb Mura s'adreça cap al nord-nord-est, emprèn el Serrat del Rossinyol, que va fent un arc cap al nord i després cap al nord-nord-oest, fins a arribar al punt més alt d'aquest serrat on, formant un angle recte, trenca cap a l'oest-sud-oest, cap al Coll de Lligabosses, al nord-est del qual travessa la carretera B-124, després travessa el Camí de Mussarra al Coll de Lligabosses, i en el vessant sud-est d'un turonet, al nord-oest d'una cruïlla de camins que forma un triangle, es troba la fita tritermenal entre Mura, Talamanca i Monistrol de Calders.
És un traçat d'1,4 quilòmetres, pràcticament del tot en terres de la masia del Rossinyol, a banda i banda del límit municipal.

#### Termenal ambTalamanca

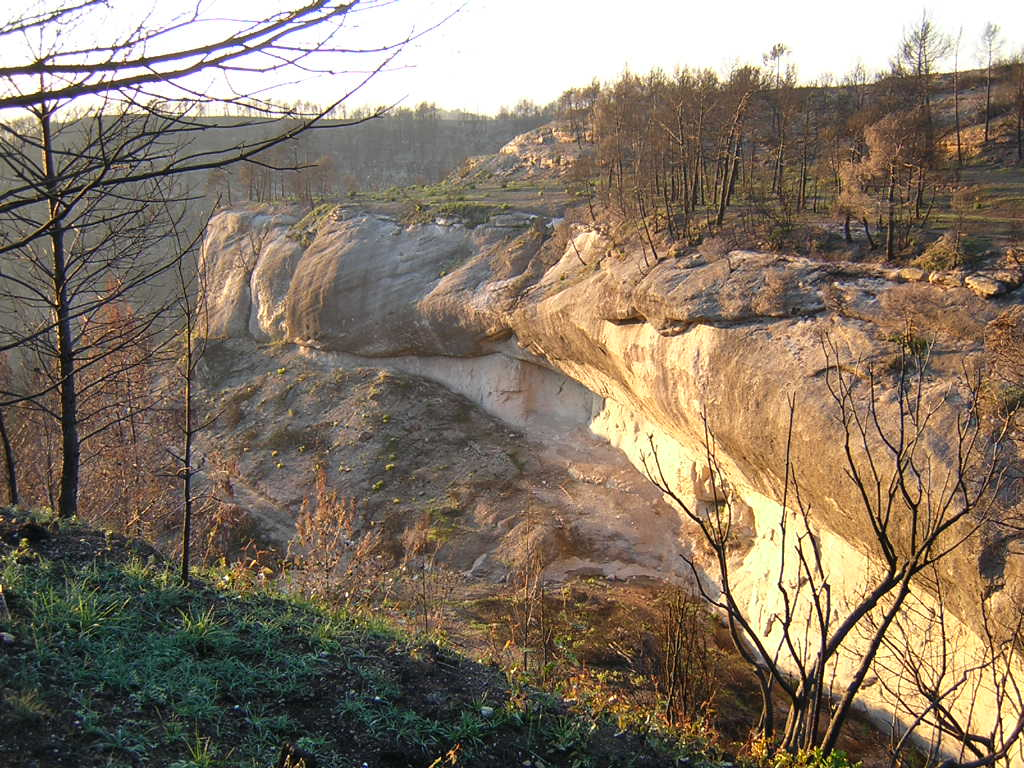
Els Cingles de l'Estoviada, a Roca Giberta; dalt del cingle, terme de Monistrol de Calders, a baix, terme de Talamanca

Des del punt anterior, el termenal amb Talamanca recorre quasi íntegrament la cinglera de ponent del Serrat de Mussarra i els seus contraforts, tot i que els documents oficials no esmenten la cinglera, sinó les línies rectes entre determinats punts d'aquesta cinglera. En primer lloc, però, durant un tram d'1,8 quilòmetres el termenal segueix el Camí de Mussarra al Coll de Lligabosses cap al nord, deixant a llevant el Turó de Lligabosses i a ponent els sectors de la Devesa i Bonesfonts.
Quan aquest camí arriba a tocar d'una torre de conducció d'energia elèctrica, on a llevant es troba la Pedrera de Mussarra, el termenal comença, cap a ponent, a resseguir la cinglera, de primer, de Rocablanca, després els Cingles de Mussarra, els Cingles de la Lleixa, els Cingles de l'Estoviada, amb la Roca Giberta, i la Vinya Vella de Mussarra, deixant a migdia la vall de la riera de Talamanca i dels seus afluents des d'aquestes cingleres, el torrent de la Devesa, el torrent de la Baga de les Llanes, el torrent de la Font dels Pets, o de Gobianes, i el torrent del Molí del Menut. A la Vinya Vella de Talamanca, en el marge sud-est del Camí de Navarcles i en el punt de trobada del Serrat del Vintró, que queda a ponent, i la Carena de la Font de la Bauma, a llevant, es troba una antiga fita que marca el punt de trobada de Talamanca, Calders i Monistrol de Calders.
Tot aquest territori fou escenari de la darrera batalla guanyada per un exèrcit català: fou el 13 i 14 d'agost del 1714, i es coneix com la batalla de Talamanca.
En total, el termenal oficial amb Talamanca fa poc més de 5 quilòmetres. Comença en terres, a banda i banda, de la masia del Rossinyol, per passar després a terres de Mussarra, també a banda i banda del termenal, i del Molí del Menut, ja dins de Talamanca.

#### Termenal ambCalders

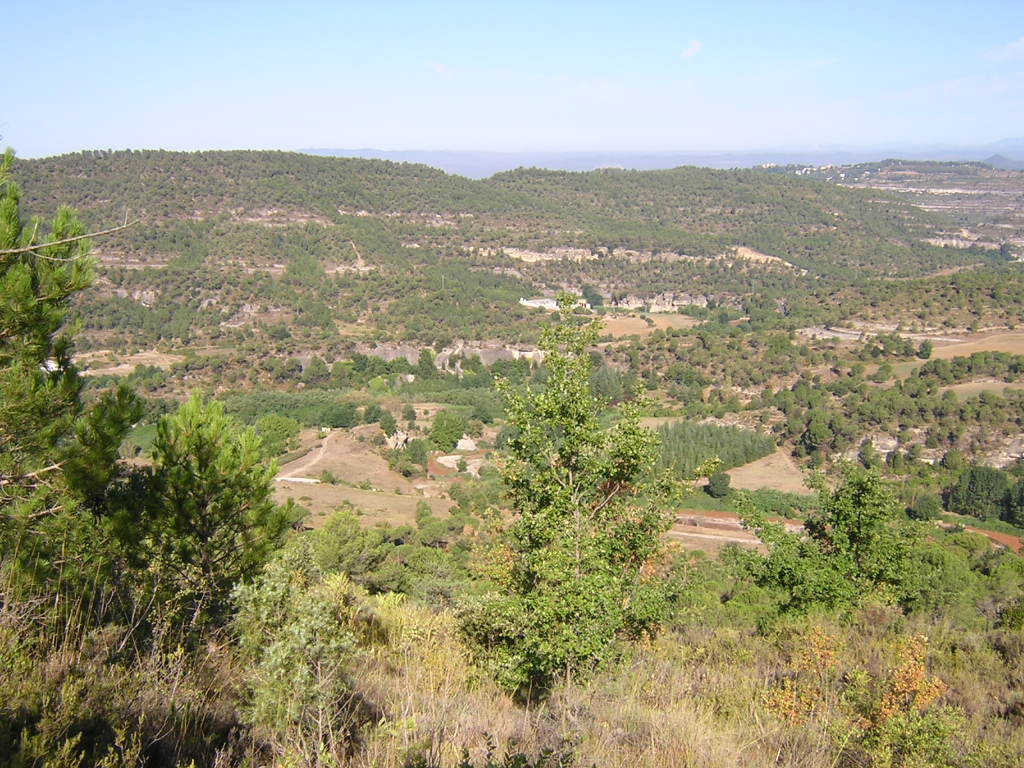
La Serra de les Abrines, pel costat de Monistrol de Calders

Aquest termenal abans del 1934 no existia, ja que Calders i Monistrol de Calders formaven una sola unitat administrativa, amb el nom de Calders. Des del punt anterior, el termenal torç cap al nord, per anar a buscar la Carena de la Font de la Bauma que segueix cap a l'est-nord-est. En arribar al punt més alt d'aquest serradet, troca de sobte cap al nord-nord-est, per baixar de dret a trobar el torrent de Mussarra just en el lloc que s'uneix a aquest torrent el torrent de la Baga de la Corriola. En aquest lloc, el termenal segueix cap al nord-oest el torrent de Mussarra, fins que arriba al lloc on s'aboca en el torrent de Bellveí. Des d'aquí, remunta cap al nord la muntanya existent en aquest lloc, fins a arribar al cim del Turó del Jep Dó, on trenca cap a llevant, seguint la Serra de Mas Pujol, de primer per la carena, fins al Collet del Benet, i després pel vessant septentrional, per la Baga de Bellveí fins a la capçalera del torrent de la Baga de Bellveí.
En aquell punt trenca cap al nord, anant a buscar el capdamunt del Serrat de Sant Andreu, al lloc on aquest serrat s'uneix a la Serra de les Abrines, que seguirà un bon tros cap al nord, passant pel Coll de les Abrines. Quan arriba al punt més alt del Serrat de les Abrines, el termenal torna a tòrcer, ara cap al nord-est, baixant pel dret fins al mateix riu Calders al costat de ponent de la fàbrica de Pinsos Ponsa. Des d'aquí, ressegueix aigües amunt el Calders, cap a llevant i després cap al nord-est, uns 400 metres. Just davant de l'afluència al Calders per la dreta del torrent del Vilar el termenal abandona el riu per anar cap a llevant, fins a trobar el camí que travessa el lloc del Vilar, i el termenal emprèn pel centre del camí fins que arriba a trobar altre cop el Calders. El travessa pel dret cap al nord, deixant el camí anterior, i arriba a l'eix de la carretera B-124, on torna a trencar, ara cap a ponent, per seguir la carretera en direcció a ponent durant quasi 300 metres.

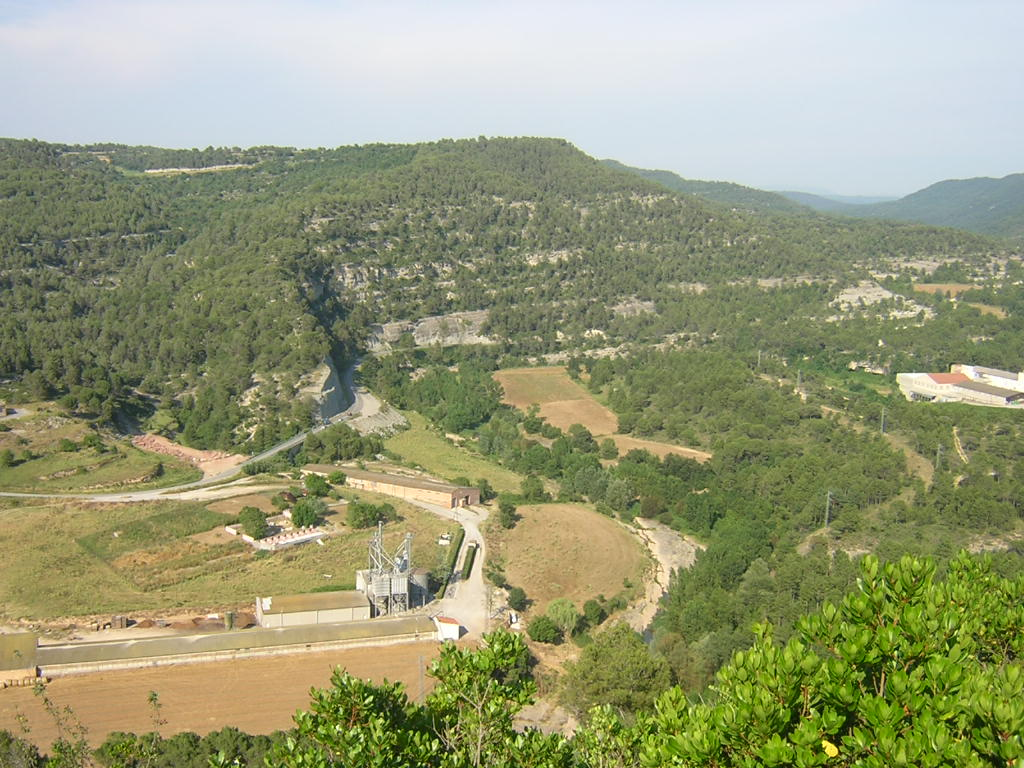
Els Cingles del Vilar i el Vilar

En aquest lloc, que és l'extrem occidental dels Cingles del Vilar, el termenal s'enfila cap a la carena superior de la cinglera, la Serra de la Malesa, que va seguint cap a llevant fins al punt més alt, a la Rovira de Sant Amanç, ran d'una barraca de vinya que domina els camps de conreu de Sant Amanç; continua cap a llevant fins a la vora del penya-segat de la cinglera, d'on comença a davallar, ara cap al sud-est, per travessar la vall del torrent de Vilaterçana i enfilar-se, davant per davant, a la Carena del Peter, extrem meridional del Serrat de la Tirolena, just al nord de la pedrera d'extracció de graves que hi ha en aquest lloc. Tota la pedrera queda dins del terme monistrolenc.
El termenal careneja cap amunt el Serrat de la Tirolena fins a la Punta del Barco, el seu punt més elevat, on abandona la carena i comença a discórrer pel seu vessant oriental, límit de ponent de la vall del torrent de la Baga Cerdana, anomenada Riera de l'Om pels de Moià. La línia de terme va resseguint la carena superior d'aquesta vall, aproximadament a la cota 620/625, fins que arriba a llevant del Pla de Puntogaina, on troba el triterme de Calders, Monistrol de Calders i Moià, on ha començat aquesta descripció.
És el termenal més llarg, d'uns 10 quilòmetres de llargària, que passa per terres del Vintró, Rubió de l'Alzina, Bellveí, Malniu, el Molí del Castell, Sant Amanç, Vilaterçana i la Grossa, del terme municipal de Calders, i Mussarra, el Bosc, La Païssa i la Coma, dins del terme monistrolenc.

### L'interior del terme
El terme municipal de Monistrol de Calders està constituït bàsicament per cinc valls ben marcades, que defineixen un territori concret, i un altiplà, que forma el cinquè àmbit amb personalitat pròpia. Es detallen a continuació.

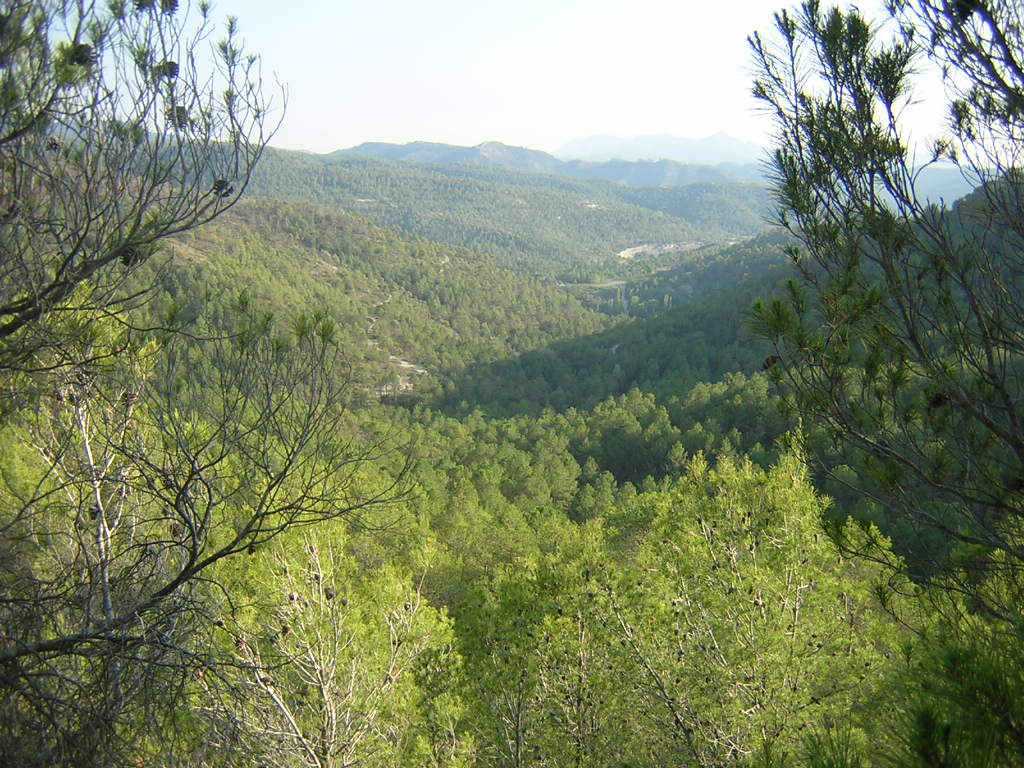
La vall del torrent de la Baga Cerdana

#### La vall del Torrent de la Baga Cerdana
Està situada al nord del terme, al límit amb Calders i Moià. El torrent de la Baga Cerdana, que s'anomena Riera de l'Om abans d'entrar en territori monistrolenc, prové del terme municipal de Moià, i entra en el terme de Monistrol de Calders entre la Puntogaina i el Serrat de Baiones, dessota l'antiga masia, ara en ruïnes, de Sabruneta. Es tracta d'una vall molt tancada, profundament marcada respecte del territori que travessa. La part alta de la vall, al nord i després al nord-oest és, tanmateix, terrtori del terme municipal de Calders. Ja dins del terme monistrolenc, la vall, que procedeix del nord-est, fa un gir per tal d'emprendre cap al sud, passa per l'impressionant Salt de la Baga Cerdana, i s'adreça al costat de ponent de la masia de la Coma. Passa per l'oest i pel sud d'aquesta masia, ja en una zona plana, i acaba en el moment que el torrent de la Baga Cerdana aflueix en la Golarda.

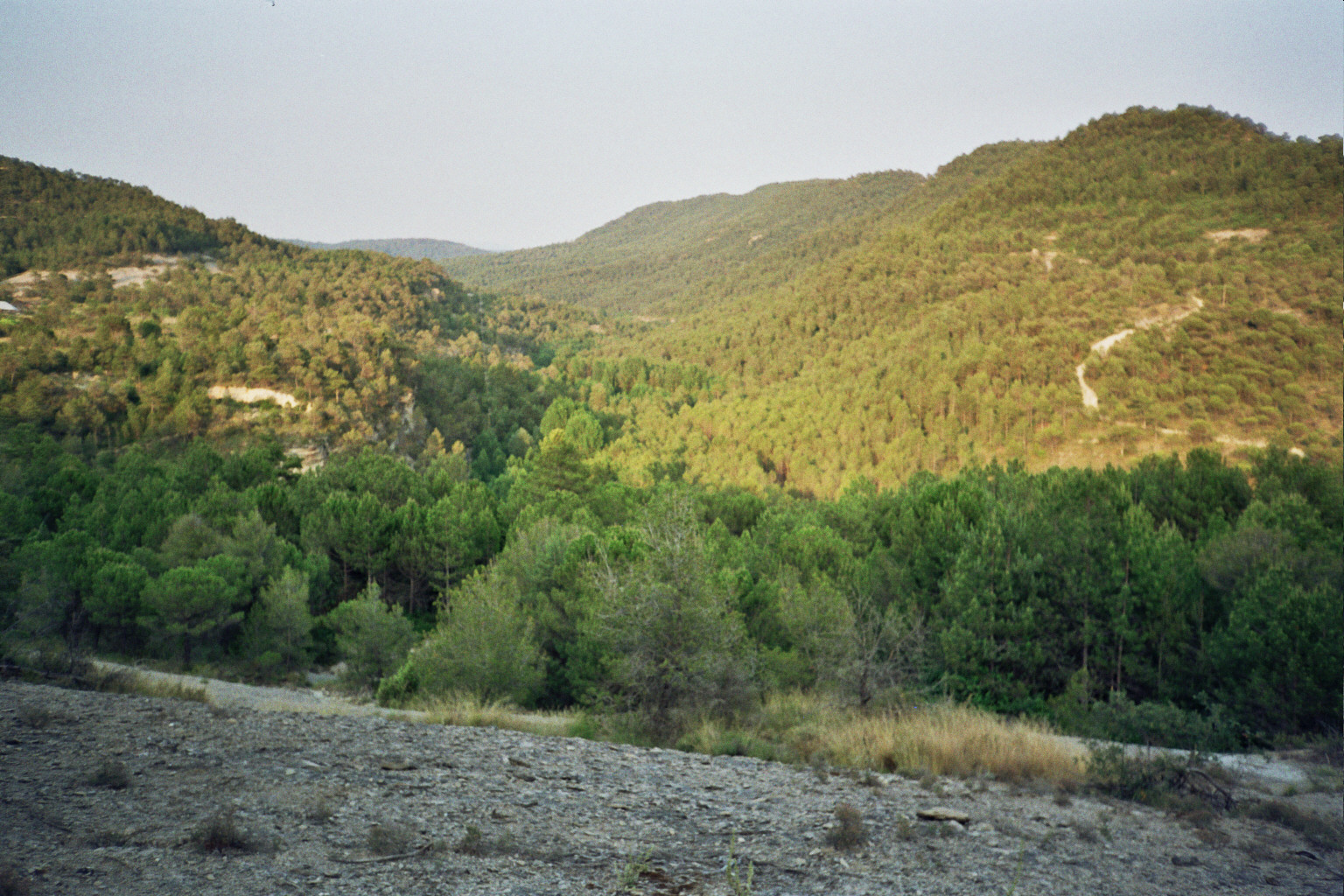
La vall de la Golarda

#### La vall de la Golarda
La Golarda, o Riera de Marfà, és una riera de llarg recorregut, ja que neix a llevant de la vila de Moià, baixa fins a mig camí entre Moià i Castellterçol, s'engorja després formant la Vall de Marfà, que pertany al terme municipal de Castellcir i penetra en territori monistrolenc a llevant de la masia de la Coma. Ja en terme de Monistrol de Calders, marca un territori de molta personalitat, tractat en detall en l'article corresponent a aquesta riera. Hi destaquen la Balma de la Coma, poc després d'entrar en territori monistrolenc, i els impactants Gorgs Blaus, a la part mitjana de la vall. La vall de la Golarda arriba fins al costat nord-oest del poble, moment en què s'uneix amb la vall de la Riera de Sant Joan per formar la vall del Calders.

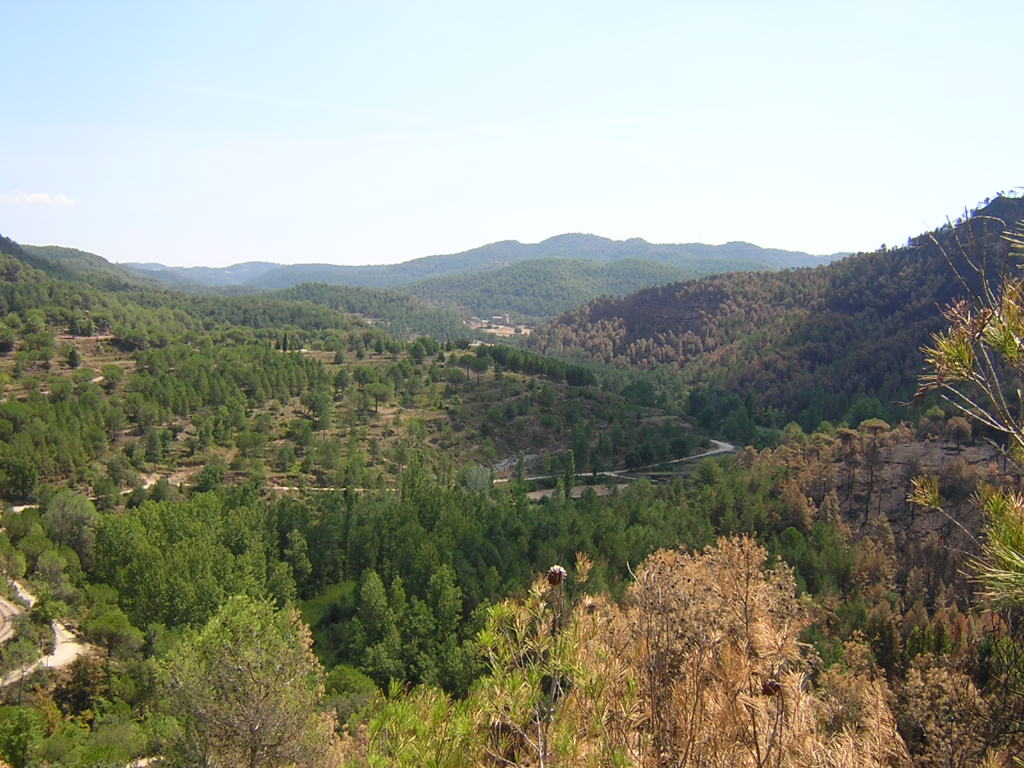
La vall de la riera de Sant Joan

#### La vall de la Riera de Sant Joan
La riera de Sant Joan és una riera que neix en terme de Castellterçol i entra en territori monistrolenc just al nord-est de la masia de Rubió. Ocupa un espai central, dins del terme, i, a més, esdevé el principal curs d'aigua del poble, passa pel mig del poble i en el seu extrem nord-oest s'uneix amb la Golarda per a formar el Calders.
Al cap de poc d'entrar en el terme de Monistrol de Calders, havent deixat enrere la masia de Rubió, sota el mateix curs de la riera hi ha les Fonts de Rubió, una surgència d'aigua que surt de la mateixa roca que forma la llera del riu i que fa uns bullidors a la mateixa aigua de la riera. Com que surt a una certa temperatura, constant tot l'any, a l'hivern forma una petita boirina. El lloc apareix documentat en documents medievals amb el nom d'Aigüescalents. Una mica més endavant, la riera passa ran del Molí d'en Sala, últim molí del terme a deixar l'activitat que el mantenia, i tot seguit, després de passar per sota de Saladic, arriba al poble, al qual fa tota la volta, de llevant a nord-oest.
El traçat d'aquesta riera, ja des de molt abans d'entrar en el terme monistrolenc, és molt sinuós, caràcter que no abandona fins al final.
Pren el nom de l'església de Sant Joan, actual Bar Sport, que és, de fet, l'origen del poble: es tracta del petit monestir, monistrol, al voltant del qual es va formar la Sagrera de Monistrol de Calders.

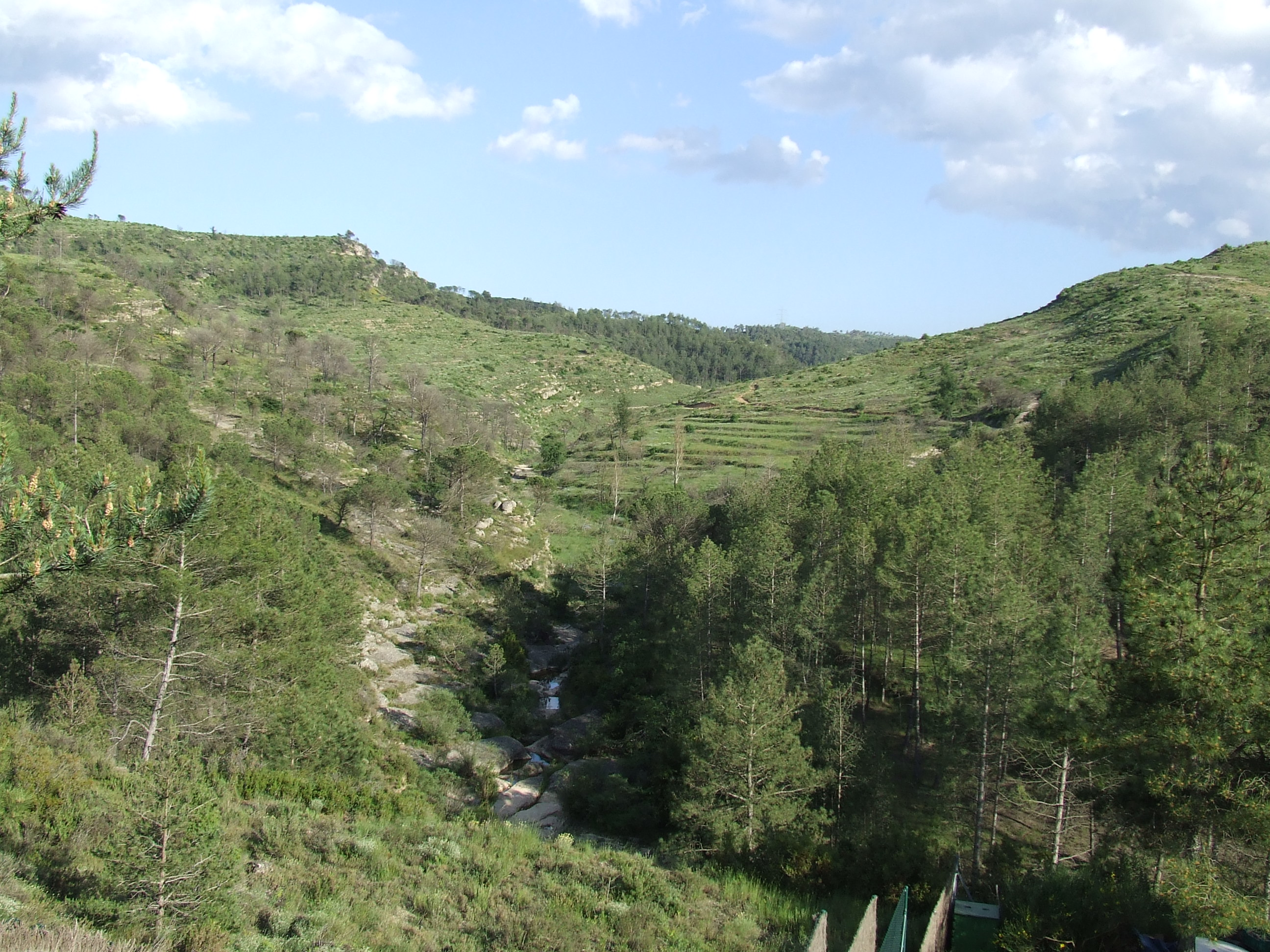
La vall de la riera o torrent de l'Om

#### La vall de la Riera o Torrent de l'Om
La riera o torrent de l'Om domina tota la part meridional del terme municipal. Procedent del terme de Granera, on té una capçalera molt ampla, la riera de l'Om no porta habitualment gaire aigua, però en cas de pluges abundants pot arribar a aportar un cabal molt important. En aquesta vall es troben les antigues masies, totes elles en ruïnes, de l'Om, que dona nom a la riera, l'Otzetó i la Casanova, a més de la del Rossinyol, que queda enlairada a les muntanyes que fan de límit meridional de la vall.
La riera de l'Om té una vall subsidiària important: la del torrent de la Cucalera, que és la que acull, en el seu vessant de ponent, el traçat de la carretera B-124 des del Coll de Lligabosses fins a prop del poble mateix.
La riera de l'Om conté alguns paratges destacables en el seu recorregut, com la Bauma Freda o les Cabres Encantades. Fa de límit de ponent de la Urbanització Masia del Solà, i s'ajunta a la riera de Sant Joan ja en el poble mateix, a ponent de la Sagrera i al nord-est de Poble avall.

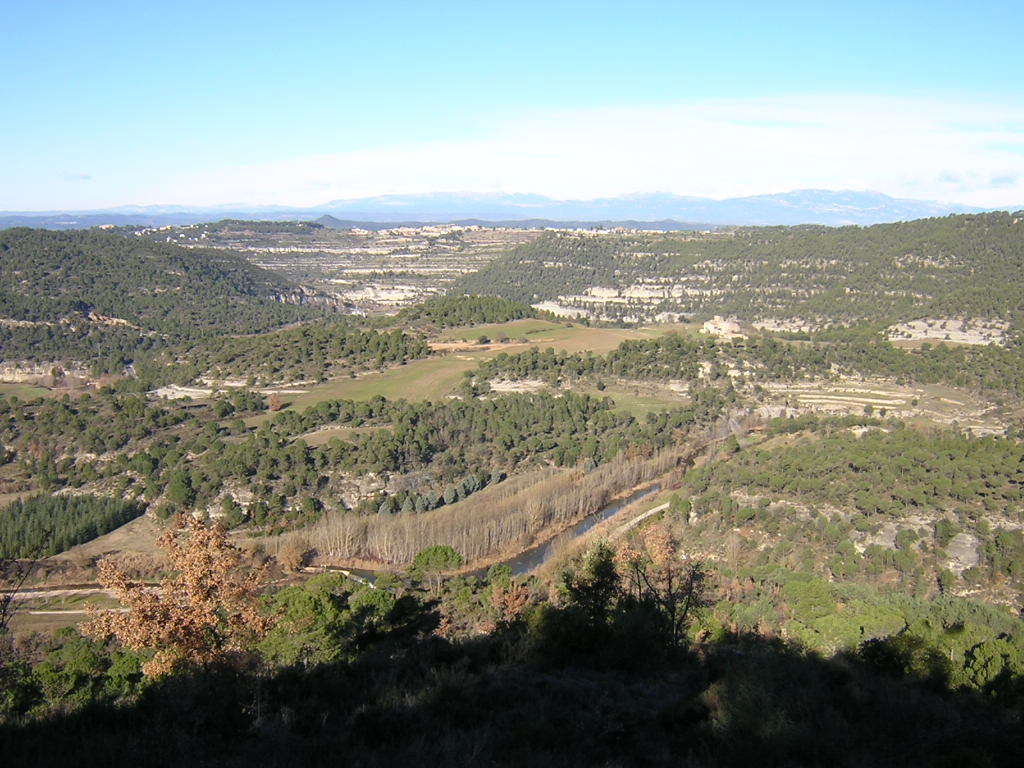
La vall del Calders

#### La vall del Calders
Com ja ha quedat dit, el Calders es forma al costat nord-oest del poble de Monistrol de Calders per la unió de la Golarda i la riera de Sant Joan. La vall que forma aquest riu marca el territori del nord-oest del terme municipal, des del poble mateix fins al Vilar, moment en què entra en el terme municipal de Calders. Es tracta d'una vall molt marcada, com la resta de valls del terme, però bastant ampla, on s'obren quatre espais destacats: al sud-oest mateix de la formació del riu s'estén el petit Polígon Industrial la Llandriga; poc després, la zona dels Campassos, amb una important granja porcina. Encara més endavant, la zona on es troba l'única pedrera encara en explotació, la Pedrera d'en Sala, i la Colònia, antiga colònia tèxtil abandonada des de fa uns quants anys. Finalment, i ja majoritàriament en terme calderí, hi ha l'espai del Vilar, ja esmentat, que es reparteixen els dos municipis esmentats.

#### L'altiplà de Mussarra
El sector sud-occidental del terme no està definit per una vall, sinó per un altiplà, el Pla de Mussarra, on romanen dempeus dues masies, Mussarra i el Bosc, i s'hi troben restes de, almenys, quatre més: Alzina Martina, també anomenada el Casalot, el mas Pla, el mas Pujol i, a l'extrem nord, damunt de la vall del Calders, el Mas Llandric. Encara, hi ha documentació sobre un parell més, però que, ara per ara, romanen il·localitzades.
Aquest altiplà devia constituir un petit territori altmedieval, del qual es conserva l'església romànica de Sant Pere de Mussarra, que es conjectura que devia tenir categoria parroquial. Aquesta església és al costat mateix del mas Mussarra, i havia tingut cementiri propi.

### El poble de Monistrol de Calders

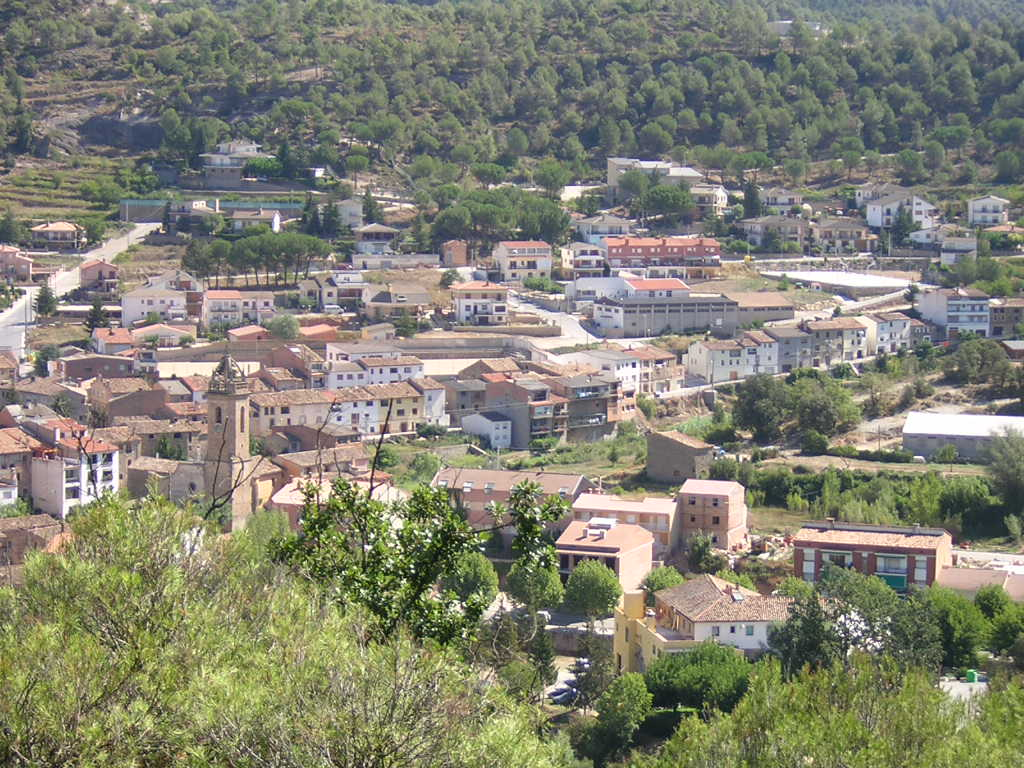
Carrer de Sant Llogari i eixample modern del poble

El poble de Monistrol de Calders està constituït per quatre nuclis diferenciats, però que formen un contínuum urbà, i dues urbanitzacions annexes, una d'elles parcialment integrada en el nucli urbà. El poble s'originà, a l'edat mitjana, a la Sagrera, a l'entorn de l'església parroquial de Sant Feliu de Monistrol de Calders i de la capella de Sant Joan, possiblement seu del petit monestir (Monistrol) que donà nom al poble. Més endavant, a darreries del segle xvii, es comença a urbanitzar el sector de Poble avall, a l'entorn del camí de Calders, convertit en Carrer Nou per contraposició al carrer vell, que és el que duia a l'església.
Ja al segle xviii va anar creixent el sector de Poble amunt, a través de la venda de patis de terra per a bastir-hi una casa de l'antiga vinya que hi havia al nord de la Sagrera, a la dreta de la riera de Sant Joan. Actualment els dos carrers que s'hi van obrir reben el nom de carrer de la Vinya i carrer de la Mallola. Finalment, van anar construint-se cases en el costat nord del carrer de Sant Llogari, antigament camí de Castellterçol, a través de la parròquia rural de Sant Llogari de Castellet.
En el darrer terç del segle xx un promotor privat va encetar una urbanització a les terres de la masia del Solà. Es tracta de la Urbanització Masia del Solà, encara en procés de legalització a l'any 2010. Paral·lelament, s'urbanitzaven les terres de la Costa del Senyor, pertanyents al mas Saladic. Per la seva proximitat al nucli urbà antic del poble, aquesta antiga urbanització ha estat parcialment declarada ja pertanyent al nucli urbà, ja que conté la llar d'infants i l'escola del poble, a més de la Sala Polivalent Municipal i el camp de futbol (El Camp del Met).

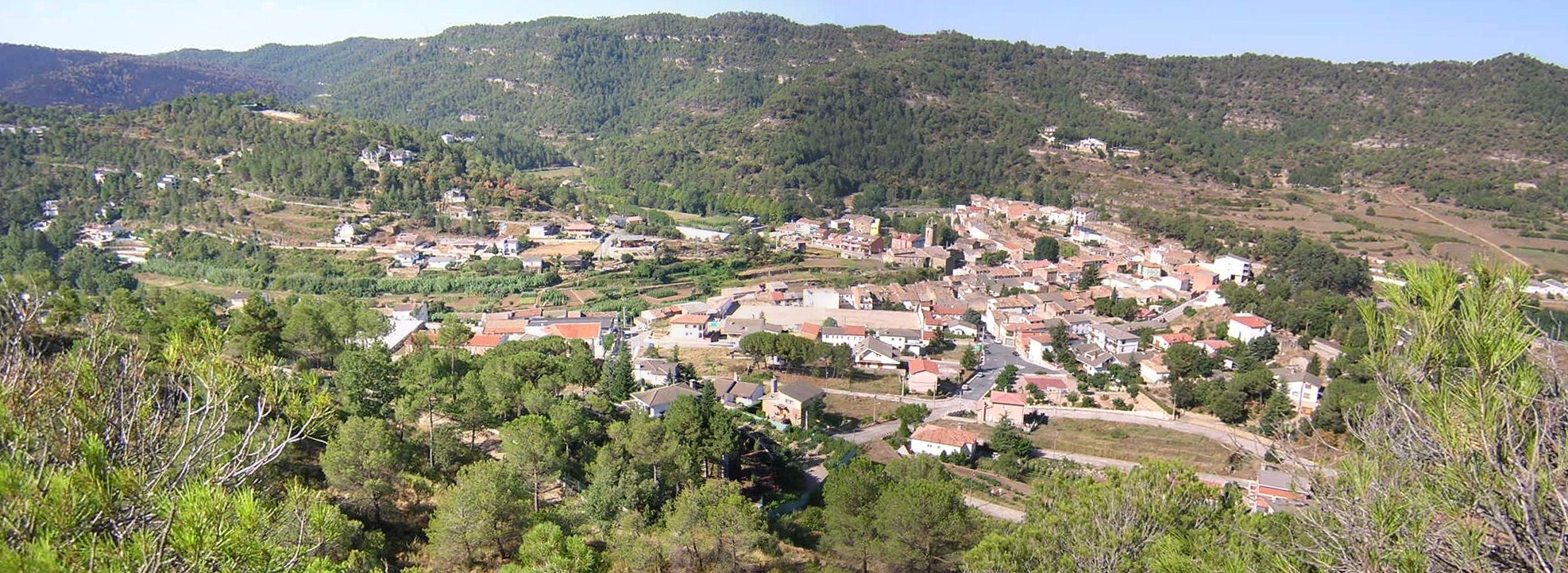
Vista panoràmica del poble des del nord-est

Corona el poble pel costat nord-oest el Parc del Serrat, on hi ha el peculiar homenatge a Ladislau Kubala que li va retre el poble en homenatge al conegut futbolista, que visqué tot un any a Monistrol de Calders, oficialment mentre guaria d'una malaltia pulmonar, i després continuà tota la vida visitant sovint el poble. Es tracta d'una escultura en forma d'ombra de Kubala xutant, i nou pilotes de futbol fetes de pedra repartides per tot el parc. El joc consisteix a trobar-les totes.

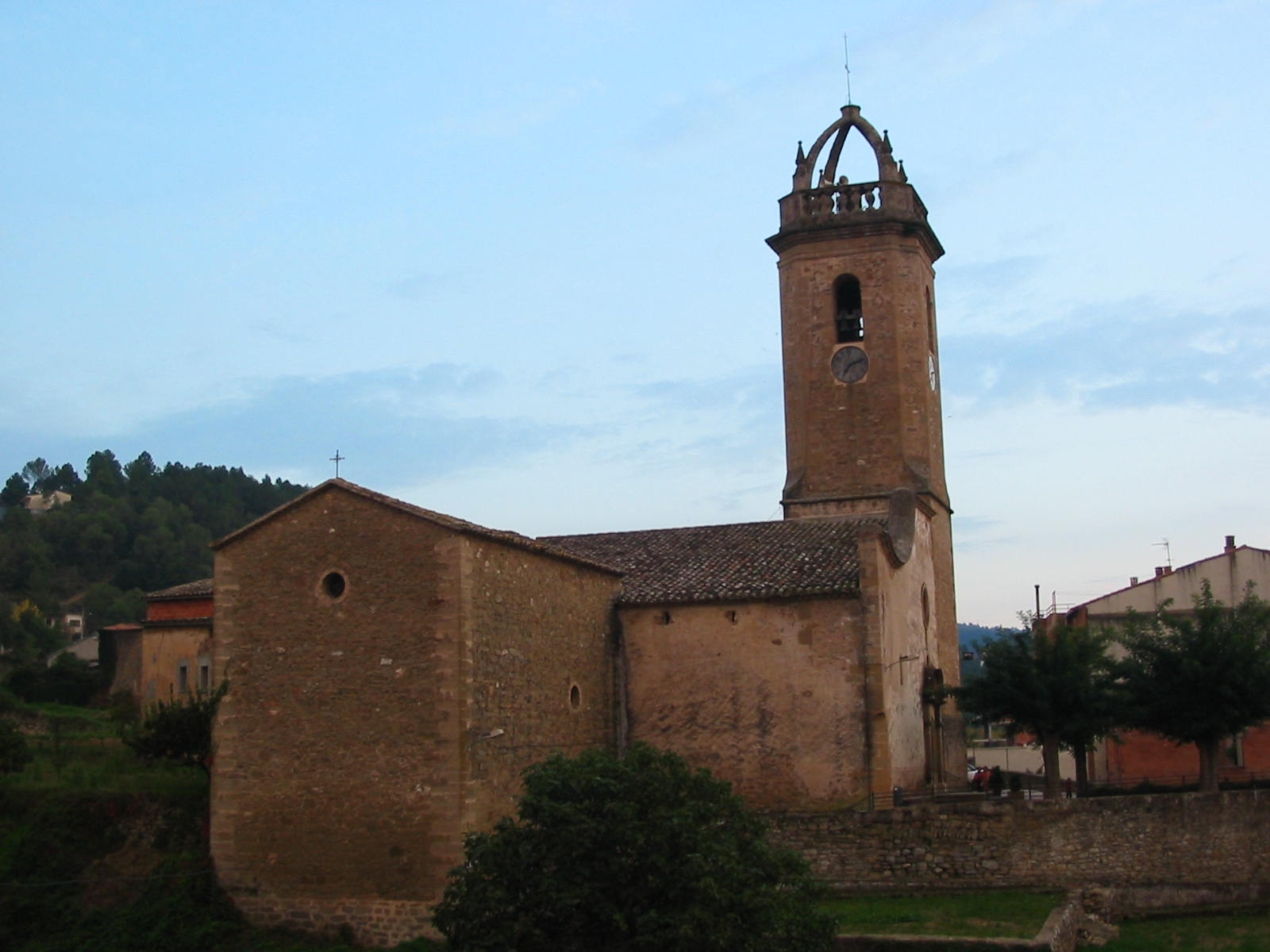
L'església parroquial de Sant Feliu, a la Sagrera

També s'hi pot trobar restes d'arquitectura romànica, entre elles la capella de Sant Pere de Mussarra, part de l'església de Sant Feliu, sepultures medievals, nombroses cases amb llindes datades al pas del segle xvii al xix, dues antigues fassines (petites fàbriques d'aiguardent) i més de 600 barraques de vinya.

### La Colònia

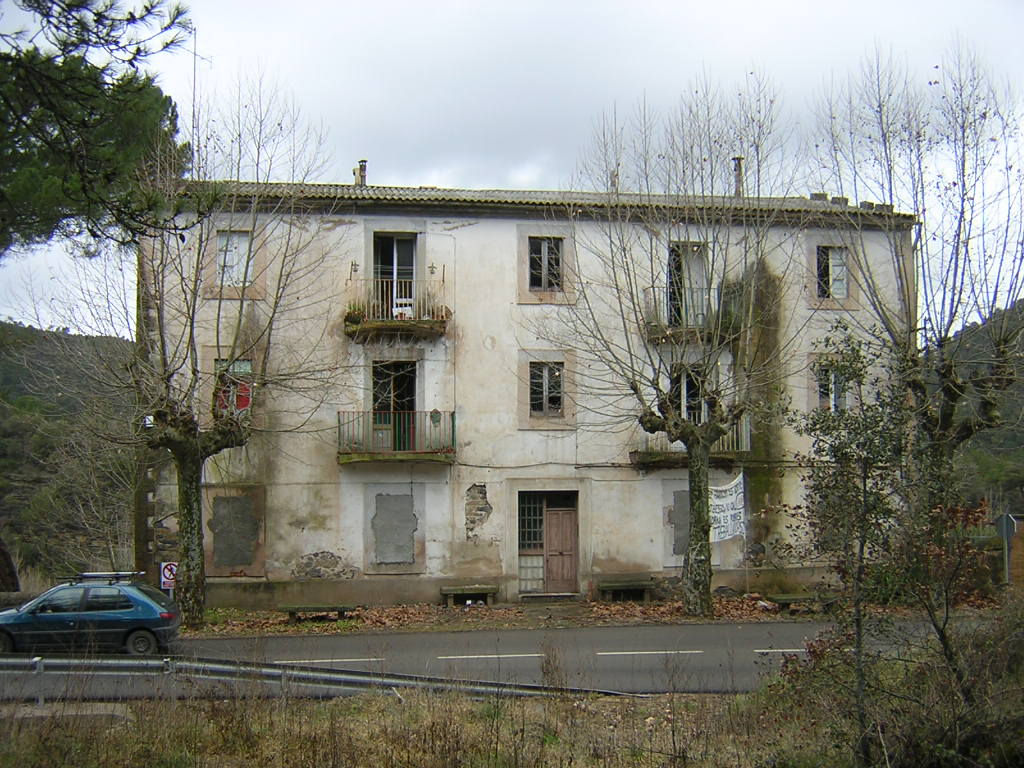
El bloc de pisos de la colònia, actualment desapareguts.

Monistrol de Calders havia tingut un segon nucli de població, que arribà a depassar els 100 habitants. Es tractava de la Colònia, oficialment Colònia Clarassó: l'antic Molí de la Païssa, reconvertit en molí tèxtil, després en indústria també tèxtil amb dos blocs de pisos on vivien els treballadors. Els pisos es van abandonar als anys vuitanta del segle xx (un dels dos blocs fou enderrocat), i la fàbrica tèxtil, que passà per diverses mans, s'anà esllanguint, i tancà definitivament les portes vers el 2005.
Aquesta fàbrica i colònia havia estat fundada per l'empresari Clarasó, barceloní, però que s'establí a temporades a Monistrol de Calders, i que tenia dues fàbriques tèxtils en el poble: la del Molí de la Païssa i una al carrer de la Vinya del poble mateix, l'espai de la qual, quan desaparegué donà lloc a un petit grup de cases unifamiliars.

### Les masies
El terme parroquial de Monistrol de Calders, precedent de l'actual terme municipal, estava basat en les masies, atès que abans del segle xvii a penes existia nucli urbà: l'església parroquial de Sant Feliu, la capella de Sant Joan, el Mas Guardiola, el Mas Balceres, després convertit en el Solà, i algunes cases a la Sagrera i al llarg dels camins que comunicaven Monistrol de Calders amb les poblacions veïnes.
Actualment només queden quatre masos habitats permanentment, tots quatre per masovers: Saladic, Rubió, el Rossinyol i el Bosc, en un altre -Mussarra- hi ha habitants amb presència la major part de l'any, dos més tenen residència eventual (la Coma i la Païssa), un altre fa de rectoria del poble (el Mas Guardiola), un altre fa de restaurant (el Solà), i la resta són en ruïnes: l'Om, l'Otzetó, la Casanova i Pumanyà.

### Les barraques de vinya
El terme municipal de Monistrol de Calders, malgrat que no es tracta d'un terme gaire extens, posseeix més de 700 barraques de vinya. Gairebé la meitat estan en bon estat, o molt poc afectades per l'abandonament. La resta presenten diversos estats de degradació: des de les esfondrades a cops de culata de fusell per la Guàrdia Civil a l'època dels maquis, fins a les que estan quasi del tot arrasades pels canvis d'ús del sòl o l'obertura de camins.
Algunes són de notable factura, o bé tenen formes i elements particulars o curiosos, com es pot veure en algunes de les fotografies de la galeria adjunta. Des del 2007 existeix una ruta marcada que segueix una bona part de les barraques més destacades, que han estat degudament arranjades gràcies a una iniciativa del consistori local, amb el suport del Consorci del Moianès.
| Barraques de vinya                                                   | Barraques de vinya                                                    | Barraques de vinya                                    | Barraques de vinya                                                 | Barraques de vinya                                                          |
| -------------------------------------------------------------------- | --------------------------------------------------------------------- | ----------------------------------------------------- | ------------------------------------------------------------------ | --------------------------------------------------------------------------- |
| Barraca del Pau Joanet                                               | Barraca de la Coma                                                    | Barraca del Toia                                      | Barraca del Calbet                                                 | Barraca de la Soleia                                                        |
| Barraca del Pau Joanet, a Pumanyà, model de barraca de planta rodona | Barraca de la Baga de la Coma, la meitat formada per una roca natural | Barraca del Toia, model de barraca de planta quadrada | Barraca del Calbet, al Pla de Trullars, amb habitacle per al matxo | Barraca de l'Esquirol a la Soleia de la Casanova, model de barraca de marge |

## Història

### Edat mitjana i moderna
L'antiguitat de Monistrol de Calders es remunta al segle xi, moment en què són esmentades les seves esglésies: Sant Joan Baptista, Sant Feliu i Sant Pere de Mussarra.
L'origen del poble es deu a l'existència d'una petita cel·la monàstica que tenia com a emplaçament la cruïlla de dos camins importants: el de Manresa a Girona, que datava probablement almenys d'època romana, i el de Sabadell a Moià. La cruïlla d'aquests dos camins era on ara hi ha la cruïlla del carrer de l'Església amb la plaça de la Pedrera, a la Sagrera de Monistrol de Calders. Protegint aquesta cruïlla hi degué haver una petita fortificació, de la qual s'han trobat vestigis als baixos del Mas Guardiola i al basament de l'absis de l'església parroquial. Aquesta petita guàrdia ha donat nom al mas Guardiola, i la cel·la monàstica, al topònim monistrol.
A l'entorn d'aquesta cruïlla es desenvolupà el primer nucli del poble, que es coneix com la Sagrera, per estar edificat en la zona immediata a l'església parroquial i, per tant, estar en zona de defensa segons els acords de Pau i Treva, que protegia les persones que es trobaven dins d'aquest recinte sagrat dels atacs indiscriminats de tercers. Aquesta Sagrera fou l'únic nucli aglomerat del poble fins al segle xvii. La Sagrera incloïa l'actual carrer de l'Església i les places de l'Església i de la Pedrera.
A la fi del segle xvii i durant tot el xviii es comencen a construir les primeres cases repartides al llarg dels camins de sortida: camí de Moià (actual carrer del Serrat), camí de Calders (actuals carrer de Fèlix Estrada i Saladich -abans carrer del Ferrer-, carrer del Sastre i carrer Nou), i camí de Castellterçol (actual carrer de Sant Llogari). Al camí de Moià es crea el sector del poble conegut avui dia com Poble Amunt i al voltant del camí de Calders neix Poble Avall. A principi del segle xviii el poble està configurat en aquests quatre sectors: la Sagrera, Poble Avall, Poble Amunt i el carrer de Sant Llogari, en el moment que la bona situació econòmica permet un ràpid creixement, amb l'edificació de tot de cases al llarg dels carrers esmentats, i s'inicia la parcel·lació (pati de terra per a bastir-hi una casa, diuen els documents notarials de l'època) de la vinya que ocupava la major part de l'espai central del poble. Així, s'obren el carrer de Dalt, actualment de la Mallola, que enllaçava per dalt els camins esmentats, i, més tard, el carrer de Baix, actualment de la Vinya, que els unia de forma paral·lela més avall, a prop de la riera de Sant Joan. L'actual carrer del Call, que uneix el Collet amb l'extrem de ponent del carrer de la Vinya i el Pont del Rector no es va obrir fins al segle xx.

### Edat contemporània
Durant un breu període, entre 1812 i 1835, Monistrol de Calders formà ajuntament propi, a l'empara de l'aplicació dels afanys de modernització de l'estat espanyol emanats de les Corts de Cadis. Ara bé, el 1835 fou de nou unit a Calders, tot i que sí que assolia el mínim de caps de casa exigits per formar municipi propi.
Pascual Madoz fa un breu esment de Monistrol de Calders en el seu Diccionario geográfico... dient que està situat en una vall amb bona ventilació i clima sa; hi esmenta 80 cases, amb església parroquial servida per un rector de segon ascens i un vicari, i cementiri al costat de l'església. La terra hi és de secà, de bona qualitat per a la vinya, però per als cereals. Les muntanyes hi estan poblades de pins, roures i bosquina, i les aigües de les rieres que formen el Calders reguen els horts del poble. Monistrol de Calders produïa en aquells anys (vers 1845) una mica de blat, vi i hortalisses, s'hi criava bestiar de llana i s'hi caçaven llebres, conills i perdius. L'única indústria que esmenta és un molí de farina. El comerç es basava en l'exportació de vi i la importació de blat i altres efectes. 78 veïns (caps de casa) i 383 ànimes (persones) en formaven la població.
Al llarg de la segona meitat del segle xix i del primer terç del segle xx, foren diversos els intents d'assolir la independència municipal, però no foren fins al 1934 que es feren els avenços definitius. El 14 de gener d'aquell any hi va haver eleccions municipals, i en el municipi de Calders es presentaren diverses candidatures: les que estaven formades per ciutadans de Calders estaven dividides en conservadors i liberals, però al costat n'hi havia una d'unitària formada per veïns de Monistrol de Calders. A més, els votants censats a Monistrol de Calders eren més nombrosos que els residents al poble de Calders. Per tal d'evitar que guanyés la llista monistrolenca, els calderins es mobilitzaren per tal d'impedir que els monistrolencs acudissin a votar: sortiren a rebre'ls, armats sobretot amb pedres, en un lloc on la carretera passa per un indret favorable a l'emboscada. L'enfrontament era imminent, quan arribaren els Mossos d'esquadra des de Manresa, i impediren el xoc entre els ciutadans dels dos pobles, alhora que suspenien les eleccions en aquell municipi. Un monistrolenc s'havia adonat a primera hora del matí dels moviments dels del poble veí, i havia baixat a Manresa a advertir l'autoritat.
De resultes del conflicte, la Generalitat de Catalunya decretà el 5 de juliol la creació del municipi de Monistrol de Calders, que es posà en funcionament el 18 de desembre, malgrat que en els fets del sis d'octubre del 1934, el govern de la Generalitat, i els decrets que havia aprovat, quedà en suspens. El president provisional de la Generalitat el 1935, imposat pel govern de Madrid, fou Fèlix Escalas, casualment amo del mas Rossinyol. El decret de creació del municipi de Monistrol de Calders fou un dels pocs que no fou derogat o suspès i, per tant, s'aplicà immediatament sense cap obstacle.

### L'ajuntament

#### Alcaldes

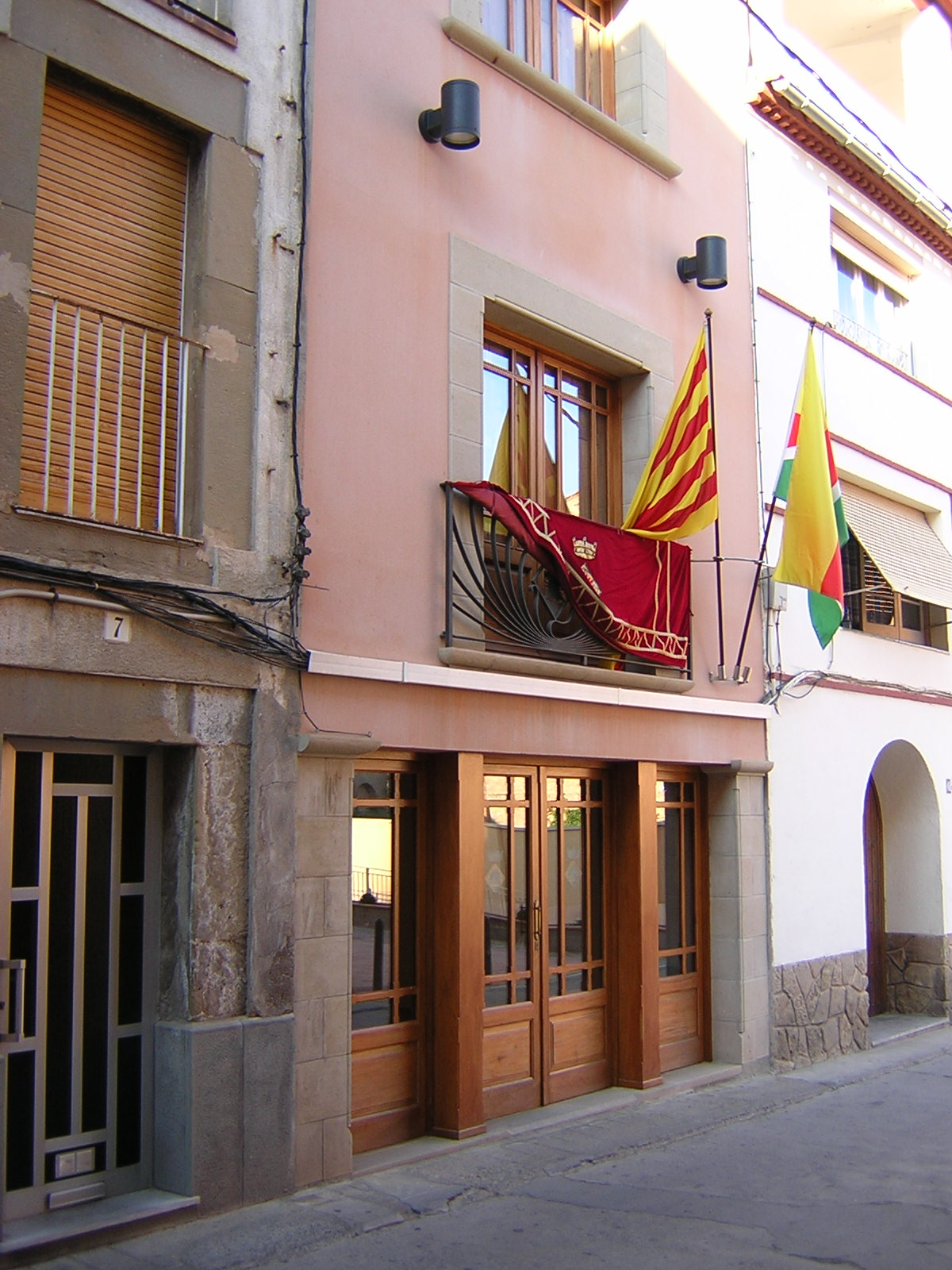
La Casa de la Vila de Monistrol de Calders

Creat el 5 de juliol del 1934 i havent entrat en funcionament el 18 de desembre del mateix any, l'ajuntament de Monistrol de Calders tingué diversos alcaldes-presidents durant la II República:
- Dionís Puigmartí i Jo, Aseta, president de la comissió gestora i primer alcalde en funcions (21.12.1934 - 3.5.1935)
- Josep Maria Sallas i Ponsa, Fuster (3.5.1935 - 19.2.1936)
- Dionís Puigmartí i Jo (19.2.1936 - 27.5.1936)
- Pere Russinyol i Vidal (27.5.1936 - 2.12.1936)
- Vicenç Puigmartí i Canadell (2.12.1936 - 26.1.1937)
- Josep Canet i Puigmartí, Regató (26.1.1937 - 17.3.1937)
- Evarist Pla i Hosta, Gavatx (17.3.1937 - 12.11.1937). És baixa per a incorporar-se a l'Exèrcit popular.
- Vicenç Puigmartí i Canadell, Aiguader (12.11.1937 - 13.5.1938)
- Josep Pla i Ponsa (13.5.1938 - 10.6.1938)
- Rafael Vilatarsana i Puigmartí, Estanquer (10.6.1938 - 25.1.1939)

A l'etapa franquista, els alcaldes foren:
- Valentí Ponsa i Prat, Ton (29.1.1939 - 24.6.1944)
- Antoni Grau i Ponsa, Postilla (24.6.1944 - 4.8.1949)
- Alfredo Rodríguez Urios, alcalde accidental (4.8.1949 - 2.6.1950)
- Dionís Puigmartí i Jo (2.6.1950 - 26.6.1957)
- Josep Catot i Ponsa, Pepet de Cal Rovell (26.6.1957 - 22.8.1973)
- Albert Bosch i Ponsa, Tasar (22.8.1973 - 3.4.1979)

Des del 1979, els alcaldes de Monistrol de Calders han estat:
- Joan Coma i Palà, Xic Benet (3.4.1979 - 23.5.1983)
- Feliu Catot i Ponsa, Feliu del Forn (23.5.1983 - 17.6.1995)
- Jaume Musarra i Serra (17.6.1995 - 14.6.2003)
- Mercè Cardona i Junyent (14.6.2003 - 11.6.2011)
- Maties Ponsa i Saladich, Jaima (11.6.2011 - 13.6.2015)
- Ramon Vancells i Casacuberta (13.6.2015 - 9.7.2016)
- Silvia Sanchez Castejón (9.7.2016 - 17.9.2018)
- Arturo Argelaguer Martínez (17.9.2018 - 15.6.2019)
- Ramon Vancells i Casacuberta (15.6.2019 - Moment actual)

#### Regidors
Durant l'etapa franquista, foren regidors de l'ajuntament monistrolenc les persones següents: Domènec Aguilar i Agramunt, Marcel·lí Baiges i Jornet, Albert Bosch i Ponsa, Francesc Bosch i Prat, Jaume Camprubí i Soler, Gumersind Canadell i Hom, Jaume Catot i Mir, Josep Catot i Ponsa, Joan Coll i Faja, Àngel Comellas i Canadell, Joan Farell i Manubens, Ramon Franch i Riera, Joan Gamisans i Arnaus, Joan Grau i Ponsa, Miquel Guillén i Claveria, Josep Hom i Saladich, Joan Hom i Urtusol, Joan Jamilà i Clusella, Valentí Jo i Planas, Joan Jornet i Jordà, Ramon Manubens i Vilaregut, Josep Musarra i Semis, Jaume Picanyol i Prat, Valentí Planas i Rodoreda, Florenci Planas i Trullàs, Josep Ponsa i Canadell, Josep Ponsa i Estrada, Josep Ponsa i Ginesta, Sebastià Ponsa i Ponsa, Feliu Prat i Puigmartí, Dionís Puigmartí i Jo, Alfredo Rodríguez Uríos, Josep Saladich i Puig, Josep Sallas i Puigmartí, Francesc Santamaria i Puig i Josep Valldeoriola i Puigcercós.
D'ençà del 1979, han estat regidors de Monistrol de Calders, en una o més legislatures:
Arturo Argelaguer Martínez, Sebastià Argelaguer i Puig, Juan Arnabat Rodríguez, Alba Baró Guerrero, Francesc Berenguer i Vila, Glòria Bertran i Mula, Josep Bosch i Pla, Albert Bosch i Ponsa, Francesc Bosch i Prat, Germà Cabrera i Roca, Mercè Cardona i Junyent, Noelia Carreño Barrera, Maria Ièssua Catot i Bautista, Pilar Catot i Jamilà, Feliu Catot i Ponsa, Aida Coca i Sànchez, Gemma Colet i Callen, Joan Coma i Palà, Antoni Edo i Edo, Gustau Erill i Pinyot, Emili Ramon Fargues i Lecha, Josep Antoni Grande Sánchez, Joan Grau i Ponsa, Jordi Gual i Purtí, Josep Hom i Estrada, Josep Homs i Puigmartí, Francesc Xavier Jamilà i Farell, Pere Jo i Garrós, Pere Jornet i Jordà, Joaquim Marcet i Vila, Maria Cinta Masramon i Marquès, Josep Oriol Miranda i Codina, Joan Miranda i Guiñot, Esther Montes i Lucas, Carles Moya i Barril, Alejandro Muñoz i Prieto, Jaume Musarra i Serra, Joan Pineda i Larrousse, Pius Ponsa i Canadell, Pere Ponsa i Musarra, Lluís Ponsa i Puig, Joan Ponsa i Puigmartí, Maties Ponsa i Saladich, Joaquim Prat i Hom, Valentí Prat San Andrés, Feliu Puigmartí i Ponsa, Laura Pujadas i Trullàs, Sílvia Sánchez i Castejón, Sònia Santamans i Jornet, Elies Valldeoriola i Puigmartí, Ramon Vancells Casacuberta, Enric Vilatersana i Ferrer i Enric Vilatersana i Llorent.

#### Legislatura 2019 - 2023
| Candidatura | Candidatura         | Cap de llista               | Vots | Regidors | % vots |
| ----------- | ------------------- | --------------------------- | ---- | -------- | ------ |
|             | CUP-Amunt           | Ramon Vancells Casacuberta  | 207  | 4        | 44,52  |
|             | Junts per Monistrol | Arturo Argelaguer Martínez  | 203  | 3        | 43,66  |
|             | MDI-AM              | Enric Vilatersana i Llorent | 43   | 0        | 9,25   |
| Total       | Total               | 453                         | 453  | 7        |        |

- Ramon Vancells Casacuberta (CUP-A), batlle
- Laura Pujadas Trullàs (CUP-A), regidora
- Toni Edo i Edo (CUP-A), regidor
- Aida Coca Sánchez (CUP-A), regidora
- Arturo Argelaguer Martínez (Junts), regidor
- Maria Cinta Masramon Marquès (Junts), regidora
- Valentí Prat San Andrés (Junts), regidor.

## Demografia
| 1497 f | 1515 f | 1553 f | 1717 | 1787 | 1857 | 1877 | 1887 | 1900 | 1910 |
| ------ | ------ | ------ | ---- | ---- | ---- | ---- | ---- | ---- | ---- |
| 9      | 9      | 11     | 279  | 454  | 383  | -    | -    | -    | -    |

| 1920 | 1930 | 1940 | 1950 | 1960 | 1970 | 1981 | 1990 | 1992 | 1994 |
| ---- | ---- | ---- | ---- | ---- | ---- | ---- | ---- | ---- | ---- |
| -    | -    | 672  | 589  | 706  | 657  | 597  | 621  | 615  | 615  |

| 1996 | 1998 | 2000 | 2002 | 2004 | 2006 | 2008 | 2010 | 2012 | 2014 |
| ---- | ---- | ---- | ---- | ---- | ---- | ---- | ---- | ---- | ---- |
| 597  | 614  | 597  | 617  | 657  | 691  | 701  | 690  | 700  | 695  |

| 2016 | 2018 | 2020 | 2022 | 2024 | 2026 | 2028 | 2030 | 2032 | 2034 |
| ---- | ---- | ---- | ---- | ---- | ---- | ---- | ---- | ---- | ---- |
| 699  | 677  | 702  | 742  | 761  | -    | -    | -    | -    | -    |

En el cens del 1787 és agregat a Calders, però es constitueix en municipi independent el 1934, després d'un breu període entre 1812 i 1828 en què també tingué independència municipal. Les dades entre 1857 i 1930 no es tenen perquè en aquest període apareix assimilat a Calders.

## Mitjans de comunicació
La construcció de la carretera propicià l'establiment de serveis de transport de viatgers i de mercaderies. Alguns monistrolencs van adquirir vehicles de motor per tal d'aprofitar aquesta possibilitat de negoci. Un senyor de Monistrol de Calders va adquirir un òmnibus amb el qual cobria la línia de transport de viatgers entre Monistrol de Calders i Manresa durant els anys 30 i 40 i feia, també, altres serveis discrecionals.
Fins a l'arribada del telèfon, l'únic mitjà de comunicació que permetia mantenir un contacte regular amb persones que vivien lluny del poble era el correu. Heus aquí la gran importància que prenia la figura del carter. Un altre mitjà de comunicació molt efectiu i molt nostrat als pobles: el pregoner. La instal·lació del servei telefònic a Monistrol de Calders costà molts anys de tràmits i gestions. Des de l'Ajuntament es demanà en diverses ocasions durant els anys 40 la intercessió de Fèlix Escalas davant la companyia telefònica per aconseguir agilitzar l'arribada del telèfon al poble. Fèlix Escalas era l'amo del mas Rossinyol i també ostentava el càrrec de membre del consell directiu del Banc Urquijo Català, entre d'altres. Aquest càrrec li permetia tenir contacte directe amb el Marquès d'Urquijo- Estanislao Urquijo Ussía -, que fou president de la Compañía Telefónica Nacional de España entre els anys 1924 i 1945. Als anys 60 es va establir la ubicació al carrer de la Vinya, de la primera centraleta telefònica que tingué el poble, després de l'establiment del servei de telefonia l'any 1954.
Existí als anys 20 un projecte de construcció d'una línia de ferrocarril que traçava el seu recorregut per Monistrol de Calders i que no arribà mai a realitzar-se. Un altre ferrocarril que sí que aconseguí veure l'inici de les seves obres, tot i que no s'arribaren a finalitzar i, per tant, no entrà mai en servei, fou el ferrocarril de Monistrol de Calders a la Coma. La idea d'aquest ferrocarril era comunicar Monistrol de Calders amb la finca de la Coma, dins del mateix terme municipal, objectiu que no s'arribà a assolir mai (es construí tan sols l'estació de la Coma i uns centenars de metres d'esplanació i via).

## Comunicacions
Monistrol de Calders es troba a 6 quilòmetres de Calders i a 7 de Granera, les dues poblacions que té més properes. És a 13 de Sant Llorenç Savall, a 17 de Moià, cap de la comarca natural a la qual pertany, el Moianès, a 26,5 de Manresa, cap de la seva comarca administrativa, el Bages, i a 32 de Sabadell, ciutat amb la qual es comunica directament per carretera.
Una sola carretera travessa el terme municipal de Monistrol de Calders: és la B-124, de Sabadell a Prats de Lluçanès. A través d'aquesta carretera es comunica cap a migdia amb Sant Llorenç Savall, que queda a 14 quilòmetres, Castellar del Vallès, a 25, i Sabadell, a 32. Cap al nord-oest, la mateixa carretera mena a Calders, que és a 7 quilòmetres. Des de Calders, agafant la carretera N-141c cap al sud-oest, hom arriba en 17 quilòmetres més a Manresa, cap oficial de la comarca administrativa, i cap al nord-est, en 12 quilòmetres es troba Moià, vila cap de la comarca natural del Moianès.
Una segona carretera frega el terme municipal, però no hi entra ni un sol metre: a l'extrem meridional, al Coll de Lligabosses, es troba l'arrencament cap a ponent de la carretera local asfaltada que mena a Mura i Talamanca, enllaçant a través d'ella també amb Terrassa i, tot i que a través d'una carretera plena de revolts, amb Navarcles i Manresa.
A part d'aquestes dues carreteres, pistes rurals interiors, algunes d'elles no sempre en prou bon estat, relliguen Monistrol de Calders amb Castellcir (enclavament de la Vall de Marfà), Castellterçol, Granera, Moià, Navarcles i Talamanca.

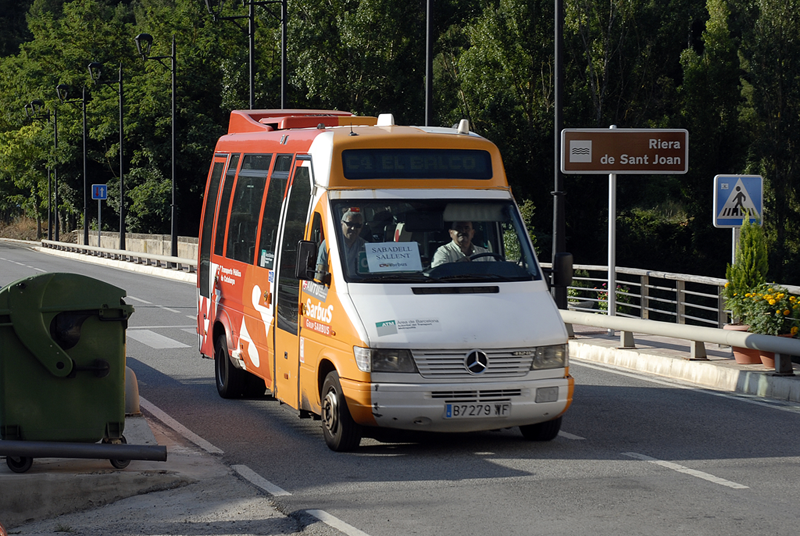
Circulació del servei anual de la línia d'autobusos Sabadell-Sallent, passant per Monistrol de Calders, el 5 de juliol del 2009

Quant als mitjans de transport col·lectiu, en l'actualitat el poble disposa de transport escolar amb destí a l'institut d'Artés, i un servei regular d'autobusos que l'enllacen amb Manresa a través de Calders, Artés, Torroella de Baix i Sant Fruitós de Bages, amb una freqüencia d'un enllaç cada dues hores. Quan passa mitja hora de les hores parelles, surt de Manresa cap a Monistrol de Calders, i el viatge invers arrenca quan passa mitja hora de les hores senars.
A títol anecdòtic, cal dir que Monistrol de Calders disposa d'un servei de viatgers de freqüència anyal. Concretament, es tracta de la línia de Sabadell a Sallent que circula un cop l'any, el primer diumenge de juliol. Aquest servei, ofert originàriament per la companyia d'autobusos La Vallesana, la qual passà a formar part del Grup Sarbus (actualment Moventis), ja existia antigament amb una freqüència de circulacions raonable per les característiques de les poblacions incloses en el recorregut. Actualment, perviu convertida en una de les línies de servei anuals que existeixen en diversos indrets del territori català, que són mantingudes per part de les empreses adjudicatàries amb l'objectiu de no perdre'n la concessió.

## Serveis turístics
Cada cap de setmana el poble s'omple de visitants que van a algun dels seus tres restaurants: la Masia del Solà, al peu de la carretera B-124 just en una de les entrades del poble, la Fonda Rubell, al carrer de la Vinya, al centre del poble, i La Manduca, al carrer de la Mallola, també al centre. Completa l'oferta el Bar Sport i el Forn, fleca que ofereix també un servei de degustació, com s'estila els primers anys del segle xxi. Pel que fa a allotjaments, el Molí d'en Sala actua com a allotjament rural.

## Cultura popular i tradicional

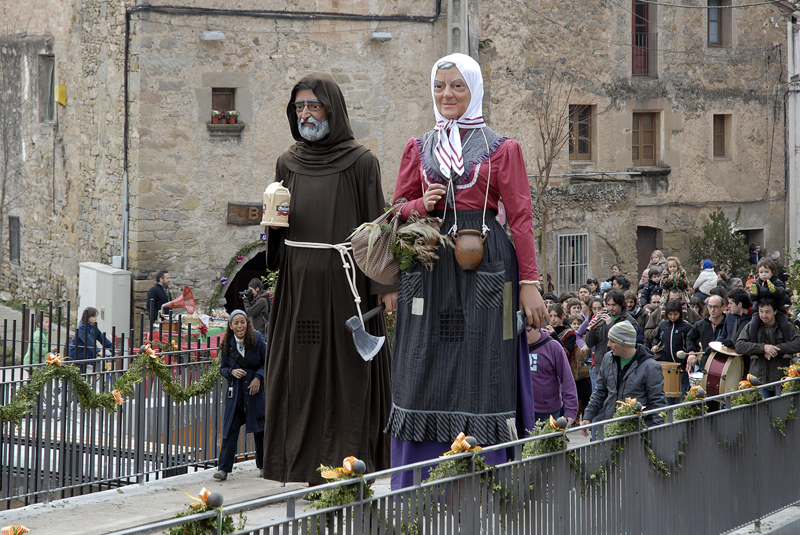
Els gegants de Monistrol de Calders, Llúpol i Rabassola, passant pel pont del Rector durant la cercavila de la festa de Sant Antoni de l'any 2010, la primera edició d'aquesta festa, un cop recuperada.

Monistrol de Calders comptava fins al 2009 amb els gegants de les escoles de la ZER del Moianès i amb colla local de grallers; des d'aquest any, a més, té dos gegants propis: el Llúpol i la Rabassola. La colla de joves local, experta en muntatges teatrals i festius, membres del grup de grallers, creà una llegenda per a presentar aquests dos gegants, la figura dels quals es basava en dos personatges que són, o foren, molt populars, al poble. El Llúpol pren com a model qui fou rector de Sant Feliu de Monistrol, Pere Fradera, que fou molt estimat en el poble, sobretot pels més joves; la Rabassola, el pren de la Francisca Puig, una dona del poble molt coneguda perquè, entre altres coses, a casa seva hi hagué el Bar Cuell, ara tancat.
Entre les festes populars amb arrels a Monistrol de Calders cal esmentar en primer lloc la passada dels Reis, la vetlla del 6 de gener, la memòria de la qual es perd, de tan antiga que és. La Festa Major, celebrada el darrer cap de setmana de juliol, és també molt celebrada pels monistrolencs. En tercer lloc, celebrat a partir dels darrers vint anys, es troba Carnestoltes, principalment organitzat a partir de l'associació de pares i mares de l'escola local.

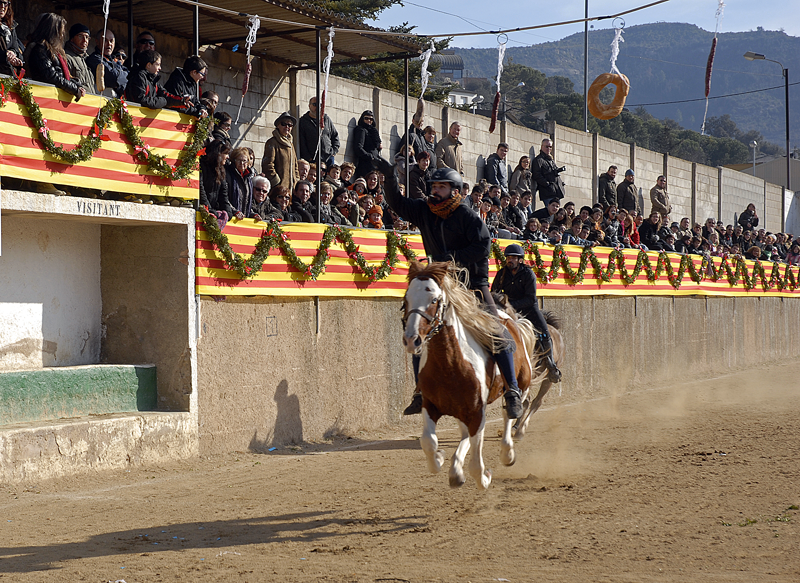
Imatge del "joc de les botifarres", de la segona edició de la festa recuperada de Sant Antoni, del dia 23 de gener del 2011 al camp del Met, de Monistrol de Calders.

Al llarg de l'any, a més, sovintegen les trobades de diumenge matí, com les de taps de cava, 600 o motos d'època, que omplen els carrers de Monistrol de Calders de propis i visitants.
Un relleu especial ha pres des del 2010 la festa de Sant Antoni, a l'entorn de la figura dels cavalls. Celebrada ja als anys trenta, ha estat recuperada, amb un seguiment intens dels monistrolencs. S'hi han celebrat concursos, exposicions, tallers de diversos components a l'entorn del cavall, una fira de productes naturals i artesans, etc. Un dels actes centrals d'aquesta festa és l'anomenat "joc de les botifarres", consistent a intentar agafar botifarres i altres embotits penjats d'un cordill des del cavall estant, a ple galop. Aquest entreteniment antigament se celebrava al carrer de la Vinya. Un cop recuperada la festa, aquest acte se celebra al camp de futbol, ja que els carrers, actualment pavimentats, suposen un risc elevat de caiguda pels cavalls i genets si cavalquen a certa velocitat. Amb motiu d'aquesta celebració, s'engalanen aquells carrers del poble per on han de passar els cavalls i la cercavila i també el camp de futbol, on es fa el joc de les botifarres, donant un ambient encara més festiu a la diada.

## Entitats locals
L'entitat amb més anys de continuïtat existent actualment és el Grup de teatre del Centre parroquial, que sol fer almenys tres muntatges teatrals a l'any: Els Pastorets i un de cadascun dels dos grups actius: el dels grans i l'infantil. Aquest grup de teatre ha obtingut molts premis en els concursos de teatre amateur d'arreu de Catalunya als quals s'ha presentat, i alguns dels seus muntatges han estat requerits a molts pobles, tant de les comarques veïnes com d'altres llocs de Catalunya.
Existeix una colla excursionista emmarcada dins del grup "Teixits d'inquietuds", que organitza la caminada del dilluns de pasqua (amb 20 anys d'antiguitat) força destacada per la concurrència d'excursionistes de pobles de l'entorn i de Sabadell, principalment.
Pel que fa als esports, l'Agrupació Esportiva Monistrolenca és un dels clubs de futbol més antics del país, ja que fou fundat l'any 1916. El 2010 - 2011 milita en el Grup I de la Tercera territorial catalana, però a les darreres dècades ha estat diverses vegades a la Segona territorial. En l'actualitat compta amb un equip masculí sènior i un equip femení cadet-infantil. La Monistrolenca comptà, als anys cinquanta, amb un jugador ocasional excepcional: Kubala, qui residí gairebé un any a Monistrol de Calders, i jugà diversos partits amistosos amb la samarreta de l'equip local, alguns d'ells acompanyat d'altres jugadors destacats del FC Barcelona.
Des del 2010 existeix una associació de dones, Associació Dit i Fet, Dones de Monistrol de Calders amb més de 150 socis, que entre altres activitats realitzen una caminada mensual i la caminada nocturna a l'agost així com tallers, cursos i activitats físiques sota la denominació Posa't en Forma.